# Personaggi di Grand Theft Auto IV
Questa voce raccoglie i personaggi che compaiono nel videogioco Grand Theft Auto IV.
Essi sono correlati ai rispettivi borough di Liberty City in cui vivono e appartengono a varie gangs e gruppi etnici. Il giocatore controlla Niko Bellic, un veterano di guerra. Secondo il produttore Dan Houser, nessuno dei personaggi dei precedenti capitoli è stato ripresentato, dato che molti tra essi sono morti; l'ipotesi è ulteriormente confermata da diversi graffiti nel gioco che rendono omaggio a questi personaggi.
Diversamente dai precedenti titoli della serie, il cast di Grand Theft Auto IV non include notevoli celebrità, optando invece per attori meno conosciuti quali Michael Hollick, Jason Zumwalt, Timothy Adams e Coolie Ranx. Comunque, parecchi importanti DJs hanno prestato la voce ai presentatori delle varie stazioni radio all'interno del gioco quali Iggy Pop, Karl Lagerfeld, DJ Premier, Fez Whatley e Lazlow Jones. Gli attori Bill Hader e Jason Sudeikis sono presenti rispettivamente nei talk shows della radio liberale (PLR – Public Liberty Radio) e conservatrice (WKTT – We Know The Truth), mentre Fred Armisen ha interpretato molti ospiti allo show di Lazlow Jones nell'emittente Integrity 2.0. Anche Katt Williams e Ricky Gervais sono stati raffigurati nei comedy club in-game. Numerosi altri comici, tra cui Jim Norton, Patrice Oneal, Rick Shapiro e Robert Kelly sono presenti alla radio e/o come personaggi del gioco.

## Personaggi principali

### Niko Bellic
Niko Bellic è il protagonista di Grand Theft Auto IV. Originario dei Balcani, arriva negli Stati Uniti nel 2008 per sfuggire al suo passato travagliato e cercare di realizzare il sogno americano. Ex soldato, segnato dai traumi della guerra e dal tradimento di un compagno d'armi, si trasferisce a Liberty City per aiutare il cugino Roman e cercare vendetta. Nonostante i tentativi di vivere onestamente, si ritrova coinvolto in attività criminali, diventando un killer a pagamento. Tuttavia, dimostra un lato umano e un rifiuto verso la violenza immotivata. Nel corso della storia, dovrà scegliere tra il continuare ad essere un criminale o tentare di rifarsi una vita con Kate McReary.

### Roman Bellic
È il cugino nonché il miglior amico del protagonista, come quest'ultimo affermerà durante il gioco. In sovrappeso, sempre allegro e con la battuta pronta, Roman è più grande di un anno rispetto a Niko, come veniamo a sapere dal database della polizia, che lo ha schedato per ubriachezza molesta e promozione del gioco d'azzardo alcuni anni prima dell'inizio del gioco. Roman ospiterà il cugino a casa sua, quando lui arriverà a Liberty City. Sarà presente sin dall'inizio del gioco e fino alla fine di esso. Roman ha attirato Niko in America promettendogli una vita facile, raccontandogli di aver fatto fortuna a Liberty City e di abitare in una lussuosa villa, mentre in realtà non se la passa affatto bene; Roman abita in un lurido monolocale del quartiere più malfamato di Hove Beach (caricatura di Brighton Beach, quartiere di Brooklyn che, come nel gioco, è noto per l'alto tasso di criminalità est-europea). L'unica vera proprietà posseduta da Roman è un modesto deposito di taxi, ma per poterlo mantenere sta affogando nei debiti. Niko deciderà dunque di aiutare il cugino, iniziando a lavorare con lui nella sua impresa di taxi. A differenza di Niko, Roman non ha combattuto nel conflitto che scoppiò nel loro paese essendosi trasferito a Liberty City da dieci anni, grazie ai risparmi raccolti da sua madre, la zia di Niko. Ciò ha portato Roman ad avere un carattere totalmente diverso dal cugino: laddove Niko risulta spesso pessimista e depresso, Roman è invece un ottimista che crede fermamente nel sogno americano e nelle opportunità che Liberty City offre, sebbene in dieci anni passati in questa città abbia realizzato ben poco. Ha chiamato la sua impresa di taxi, Roman Bellic Enterprises, ma ad un certo punto del gioco per ripagare i suoi debiti chiederà svariati prestiti a suo cugino Niko, e per sdebitarsi gli cederà parte delle azioni dell'impresa rinominandola semplicemente Bellic Enterprises. Roman è un amante della bella vita e soprattutto delle donne facili, delle macchine sportive e dei locali notturni. A differenza di Niko, Roman non possiede alcuna abilità difensiva, ed infatti viene spesso picchiato e minacciato dai criminali con i quali è indebitato. Roman tende sempre a perdonare invece che a vendicarsi a differenza del cugino, ma questa sua tendenza potrebbe essergli fatale nel caso si scelga il finale "Affare". Roman è fidanzato con una ragazza portoricana di nome Mallorie, ma la tradisce in continuazione con altre donne, conosciute nei locali di Liberty City e con le quali si vede di solito per delle sveltine. Verso la fine del gioco tuttavia deciderà di mettere la testa a posto e di sposarsi con Mallorie, smettendo di tradirla. Ha il vizio irrefrenabile del gioco d'azzardo ed è questa la causa principale dei suoi numerosi debiti che lo portano a dovere ingenti somme di denaro a strozzini e pericolosi criminali. Ad un certo punto della storia verrà anche rapito per i suoi numerosi debiti di gioco, anche se come veniamo a sapere in seguito il sequestro era in realtà stato organizzato dal boss russo Dimitri Rascalov, il quale aveva assoldato un biker (Johnny Klebitz) per rapire Roman, con lo scopo di attirare Niko in una trappola e poterlo eliminare. Sarà compito di Niko, infatti, liberare il cugino dai russi che tenevano in ostaggio Roman. Nel finale "Affare" Roman muore ucciso il giorno del suo matrimonio con Mallorie venendo sparato da un sicario dello stesso Dimitri Rascalov. Alternativamente nel finale "Vendetta" Roman si salverà ed aiuterà Niko a vendicarsi di Pegorino che ha approfittato del matrimonio di Roman e Mallorie per uccidere Kate, la fidanzata di Niko. In Grand Theft Auto V ambientato 5 anni dopo, sembra confermato che Roman sia ancora vivo e che quindi il finale "Vendetta" sia quello considerato canonico per la linea temporale della Rockstar Games visto che sul profilo di Niko di "Lifeinvader" (la controparte di Facebook nel mondo di Grand Theft Auto) è possibile notare nella lista dei suoi amici i profili di Roman e Mallorie assieme a quelli di Little Jacob e Bruce Kibbutz. In Grand Theft Auto IV è possibile uscire con Roman chiamandolo col cellulare dopo aver ottenuto la sua amicizia. Con lui si possono svolgere le attività "Bowling", "Freccette", "Cena", "Aperitivo", "Guardare uno spettacolo" e "Strip Club". È possibile uscire con lui a tutte le ore, per tutto il gioco e anche dopo la fine di esso a meno che non si scelga il finale "Affare". Roman può inoltre fornire un taxi della sua agenzia a Niko, che verrà scarrozzato in giro per la città gratis dall'autista Mohammed, ma solo se la simpatia di Roman nei confronti di Niko sarà pari o superiore al 75%. Dopo il superamento di tale percentuale il giocatore può usufruire di questa "abilità speciale" di Roman chiamandolo col cellulare e scegliendo l'opzione "Servizio Taxi". Niko può anche lavorare per Roman facendogli da tassista in missioni secondarie ed effettuare corse per lui, guadagnando soldi extra, ma solo fino alla missione "The Master and the Molotov". Per svolgere tali missioni da tassista, bisogna contattarlo sul cellulare scegliendo "Lavoro" ed essere a bordo di un taxi di Roman, oppure bisognerà andarne a prendere uno nel suo deposito di taxi ad Hove Beach. Una particolarità del personaggio di Roman è che, telefonandolo in alcuni momenti del gioco selezionando "Chiama", Niko informerà il cugino su cosa ha fatto di recente nella sua vita, oppure si confiderà con lui circa dubbi e ripensamenti che possiede e Roman gli darà la sua opinione al riguardo. Tali dialoghi "extra" sono sbloccabili chiamando Roman al termine di missioni importanti o al termine degli appuntamenti, quando il giocatore fa uscire Niko con determinati personaggi. Il doppiatore di Roman è Jason Zumwalt.

### Little Jacob
Jacob Hughes chiamato Little Jacob o LJ, è un buon amico di Roman e nel corso del gioco diverrà uno dei migliori amici e più fidati alleati di Niko, aiutandolo alla fine a vendicarsi dell'assassino della sua fidanzata o di suo cugino (a seconda del finale intrapreso dal giocatore). Jacob è un rasta man, spacciatore e consumatore abituale di marijuana. Sebbene sia implicito si capisce che fa parte di un set delle gang giamaicane note come gli Yardies. È un cliente abituale dell'impresa di taxi di Roman. Jacob infatti prende spesso i taxi di Roman per essere portato in giro per la città in quanto, come lui stesso afferma, a volte è incapace di guidare a causa dell'eccessiva assunzione di stupefacenti. Niko lo incontrerà per la prima volta proprio aiutando Roman, lavorando come autista per i suoi taxi e andando a prendere Jacob. In tale occasione, Little Jacob fornirà a Niko una pistola, chiedendogli se è disposto a proteggerlo eliminando alcuni spacciatori avversari. Niko accetterà, ed in seguito, Jacob lo farà lavorare per lui in altre missioni volte ad eliminare alcuni suoi concorrenti nel giro dello spaccio organizzato dal suo migliore amico, Real Badman. Jacob parla con un forte accento giamaicano, che all'inizio Niko avrà qualche problema a capire. Dopo essere divenuti amici, Jacob aiuterà Niko in più missioni principali, essendo presente per gran parte del gioco. È inoltre possibile far uscire Niko con lui durante il gioco chiamandolo al cellulare, dopo aver ottenuto la sua amicizia. Si può uscire con lui anche a tarda notte ma non dopo le quattro, e il giorno solo dopo le 12. Con lui si possono svolgere tutte le attività tranne il "Bowling". Inoltre chiamandolo col cellulare e scegliendo "Armi", è possibile farlo venire nelle vicinanze con la sua auto, per acquistare delle armi di contrabbando da lui vendute a buon prezzo, ma solo se la simpatia nei suoi confronti sarà pari o superiore al 75%. Come per Roman è possibile far lavorare Niko per lui scegliendo "Lavoro" sul cellulare e facendogli fare lo spacciatore per conto di Badman e Jacob, aiutando i due con il loro traffico di droga e svolgendo anche vari scontri con gang avversarie intenzionate a rubare la droga degli Yardies; si possono svolgere queste missioni secondarie per tutto il gioco fino a quando Jacob dirà di non avere più bisogno dell'aiuto di Niko, dicendogli che deve tenere un basso profilo per qualche tempo, a causa dei troppi controlli della polizia. Nell'ultima delle missioni secondarie svolte per lui, Little Jacob ci regalerà una jeep con i colori degli Yardies, che è possibile salvare portandola nel parcheggio di uno degli appartamenti di Niko, anche se come auto non è troppo rara, in quanto alcuni membri delle gang giamaicane guidano tali mezzi. Jacob è schedato nel database dell'LCPD per rapina a mano armata, furto con scasso e possesso di marijuana a fini di spaccio. Il suo doppiatore è Coolie Ranx.

### Mallorie Bardas
È una bella ragazza portoricana fidanzata da molto tempo con Roman. Lavora al centro ricreativo di Manny Escuela a South Bohan e saltuariamente aiuta il fidanzato, Roman, lavorando come centralinista per il suo deposito di taxi; verrà conosciuta da Niko proprio qui, all'inizio del gioco. Roman, inizialmente, è solito tradirla con altre donne, sebbene affermi che Mallorie è l'unica ragazza alla quale lui tiene davvero. Mallorie sarà presente per tutto il gioco, alla fine del quale accetterà la proposta di matrimonio di Roman, diventando così sua moglie. All'inizio, però, pur essendo fidanzata con Roman sembrerà non prenderlo molto sul serio, a causa delle sue promesse inconcludenti. Durante le prime missioni, venendo trascurata da Roman che spesso passava le notti in locali notturni o a giocare a poker, Mallorie cederà alle lusinghe di Vlad Glebov e si farà sedurre da quest'ultimo. Tuttavia il loro rapporto non diventerà mai una cosa seria e quando Vlad verrà ucciso da Niko, Mallorie e Roman torneranno insieme. In seguito fornirà molti contatti utili a Niko, nella zona di Bohan, tra cui Manny Escuela ed Elizabeta Torres e ospiterà i cugini Bellic nella vecchia casa di un suo parente a Bohan, quando Niko e Roman si metteranno nei guai con la Mafia Russa di Hove Beach. In particolare, Elizabeta Torres, amica d'infanzia di Mallorie presenterà a Niko molti volti di spicco della criminalità di Liberty City, tra cui il gangster di strada e spacciatore Playboy X, un biker dei Lost di nome Johnny Klebitz e un delinquente appartenente alla mafia Irlandese e che lavora per la mafia Italiana di nome Patrick McReary. Mallorie stessa non è del tutto estranea al mondo della criminalità visto che la polizia l'ha schedata in passato per alcuni reati minori tra cui possesso di marijuana e per la partecipazione a corse illegali di auto truccate. Durante le prime missioni Mallorie presenterà anche una bella ragazza a Niko, Michelle. Tuttavia, più avanti nel gioco scopriremo che quest'ultima si era fatta amica Mallorie al solo scopo di poter conoscere Niko, essendo in realtà un agente in incognito. Verso la fine del gioco Roman e Mallorie si confesseranno ciascuno le proprie colpe, Roman riguardo alle sue scappatelle, e Mallorie della sua breve relazione che aveva avuto con Vlad. Dopo essersi perdonati a vicenda, i due decideranno di sposarsi. Nel caso si scelga il finale "Vendetta", Mallorie rimarrà incinta di Roman, il quale prometterà di chiamare sua figlia (se sarà femmina) Kate, in memoria della fidanzata di Niko rimasta uccisa al loro matrimonio. Altrimenti nel finale "Affare" Mallorie sarà comunque incinta di Roman, ma in lutto a causa della morte di quest'ultimo. In questo caso, Niko prometterà di non far mancare niente a lei e a suo figlio dopo la dipartita di Roman per mano della Mafia Russa. Il cognome di Mallorie originariamente doveva essere "Ramos", ma in fase di sviluppo la Rockstar ha deciso di cambiarlo in Bardas, sebbene in alcune versioni del gioco per Xbox 360 figuri ancora il vecchio cognome. Ha ventinove anni. La sua doppiatrice è Elena Harvey Hurst.

## Nemici principali

### Dimitri Rascalov
È il principale nemico di Grand Theft Auto IV, ed anche il boss finale del gioco, ma solo nel caso si intraprenda il percorso "Affare". Dimitri è un uomo ambizioso, interessato ad arrivare al vertice della malavita Russa, con ogni mezzo necessario. Egli era il braccio destro del boss Mikhail Faustin, e quindi un membro importante della Mafia Russa di Hove Beach. Faustin, il capo della Mafia, fu inoltre il suo migliore amico, ma a causa dei suoi eccessi con le droghe e dei vari omicidi da lui commissionati, Dimitri inizierà a ritenere Mikhail sempre meno adeguato ad essere il boss. Ad un certo punto Faustin commissionerà l'omicidio di Lenny Petrovic, figlio dell'altro boss russo Kenny Petrovic rischiando di scatenare una guerra tra le due Mafie. Invece di rimanere leale al suo migliore amico, Dimitri preferirà tradirlo facendolo uccidere, pur di entrare in affari con Petrovic e prendere il posto di Faustin come boss della malavita Russa di Hove Beach. Dimitri sfrutterà proprio Niko per eliminare Faustin, tuttavia subito dopo aver svolto tale compito, anche Niko verrà tradito da Dimitri che cercherà di venderlo al pericoloso Ray Bulgarin, con il quale Niko aveva un conto in sospeso. Quando Niko gli sfuggirà, Dimitri metterà una taglia sulla testa dei cugini Bellic per farli eliminare, rendendo la loro vita impossibile, dando fuoco all'appartamento di Roman e al suo deposito di Taxi ad Hove Beach, in modo da distruggere contemporaneamente la loro casa e il loro lavoro. Niko giurerà pertanto di vendicarsi eliminando Dimitri, il quale nel corso del gioco arriverà persino a commissionare il rapimento di Roman, per fare uscire Niko allo scoperto e per poter eliminare i due cugini. Pertanto Niko cercherà più volte di arrivare a Dimitri per poterlo uccidere, ma quest'ultimo non si esporrà mai di persona lasciando sempre che siano i suoi scagnozzi a fare "il lavoro sporco", dimostrandosi ben protetto e difficile da rintracciare. Ciò nonostante, alla fine del gioco, Niko riuscirà ad uccidere Dimitri, in qualunque finale si scelga. Nel finale "Vendetta", Dimitri verrà ucciso da Niko durante la missione "A Dish Served Cold”. In questa missione Dimitri si trovava a bordo della nave mercantile Platypus (la stessa sulla quale Niko arrivò a Liberty City), dove stava facendo imbarcare dai suoi uomini l'eroina consegnategli da Pegorino; venuto a sapere dove si trovava Dimitri, Niko lo raggiungerà a bordo della Platypus per chiudere i conti con lui una volta e per tutte. Così dopo aver fatto strage dei suoi uomini Niko raggiungerà Dimitri che si nascondeva nella stiva della nave e dopo un breve scontro a fuoco, sarà Niko a prevalere mentre Dimitri, ferito e a corto di munizioni, lo implorerà inutilmente di risparmiargli la vita. Niko risponderà alle suppliche di Dimitri sparandogli con la sua pistola prima alle ginocchia e poi alla testa, uccidendolo in maniera piuttosto violenta e vendicandosi così di tutti i problemi che il mafioso russo gli aveva causato durante il gioco. Se si sceglie invece il finale "Affare", Niko su consiglio di Roman, deciderà di fare ammenda con Dimitri e di effettuare un altro affare con lui per conto di Jimmy Pegorino insieme a Phil Bell. Tuttavia, in questo finale, Dimitri lo tradirà ancora una volta cercando di far uccidere Niko, commissionando il suo omicidio ad uno dei suoi sicari che tenterà di sparargli durante il matrimonio di Roman e Mallorie. Niko riuscirà però a difendersi, ma per errore nel successivo alterco lo scagnozzo di Dimitri ucciderà Roman. Dopo aver eliminato il sicario di Dimitri, Niko accecato dalla rabbia per non aver eliminato Dimitri quando ne aveva avuto l'occasione, vorrà vendicare la morte del cugino ad ogni costo e con l'aiuto dell'amico Little Jacob inizierà a dare la caccia a Dimitri per ucciderlo. Grazie ai contatti di Jacob, Niko scoprirà dove si trovava Dimitri, il quale aveva tradito anche Jimmy Pegorino, uccidendolo per appropriarsi dell'intero guadagno dell'affare riguardante l'eroina, dimostrando così di essere disposto a tradire qualunque persona con cui venga a contatto pur di espandere i suoi guadagni. Venendo sorpreso da Niko, Dimitri si darà alla fuga ma verrà fermato dopo un lungo inseguimento che terminerà su Happiness Island nell'ultima missione "A Revenger's Tragedy" (in alternativa alla missione "Out of Commission" del finale "Vendetta" dove, avendo già eliminato Dimitri, si dovrà invece uccidere Jimmy Pegorino). In questa missione Niko riuscirà a ferire gravemente Dimitri, ma si rifiuterà di dargli il colpo di grazia come era solito fare con le sue vittime, lasciando che Dimitri muoia in agonia. Dimitri è schedato nel database dell'LCPD per estorsione e assalto a porta valori. 
Se si ha uno sguardo più profondo nei dettagli della trama, si capisce che Dimitri è uno sociopatico, dato che non ha fedeltà ed empatia per nessuno, nemmeno per Mikhail Faustin, suo amico da decenni, che lo considera come un fratello, ma appena Dimitri non ha più bisogno di Mikhail chiederà a Niko di farlo fuori. Allo stesso modo appena non avrà più bisogno di Niko lo venderà ad un altro boss Russo di nome Ray Bulgarin che aveva avuto una disputa con Niko in Europa. Nel finale "Affare" inoltre tradirà anche il boss italo-americano Jimmy Pegorino, uccidendolo personalmente pur di appropriarsi di tutti i soldi dell'affare che avevano organizzato assieme. In queste situazioni, si notano tutti i tratti tipici della sociopatia di Dimitri tra cui: egoismo, mancanza di empatia e rimorso, manipolazione, narcisismo, insensibilità e sadismo.
Il suo doppiatore è Moti Margolin.

### Darko Brevic
Il traditore del plotone di Niko durante la guerra in patria. Tradì la squadra di cui lui, Niko e Florian Cravic facevano parte, facendola cadere in un'imboscata dei soldati nemici che riuscirono ad eliminare quasi l'intero plotone, ovvero ben dodici soldati. Solo Niko, Florian e lo stesso Darko si salvarono, dal che Niko ne dedurrà che uno dei due era il traditore che li aveva venduti. Niko giurò pertanto a se stesso di vendicare i suoi amici caduti facendo tutto il possibile per rintracciare Florian e Darko. Per tutto il gioco, infatti, Niko cercherà qualcuno abbastanza influente in città da riuscire a rintracciare per lui il traditore del suo plotone e dopo essere riuscito a trovare Florian a Liberty City, verrà a sapere da lui che fu Darko a tradirli. Dopo una lunga ricerca, l'unico che si dimostrerà capace di scovare Darko, sarà U.L. Paper che scoprirà che dopo la guerra, l'uomo di origine slava si era trasferito a Bucarest. U.L. Paper lo farà quindi rapire da alcuni agenti dell'IAA (la CIA del gioco). Darko verrà poi portato a Liberty City per poter essere consegnato a Niko, come ricompensa per il lavoro che quest'ultimo ha svolto per l'agenzia di U.L. Paper durante il gioco. Niko insieme a Roman, si recherà dunque allo scarico merci del Francis International Airport dove alcuni agenti governativi gli consegneranno finalmente Darko Brevic. Darko smarrito e conciato in malo modo farà fatica a riconoscere Niko, ma una volta riconosciuto il suo vecchio compagno d'armi, Darko gli confesserà di aver tradito la loro squadra per mille dollari, i soldi necessari a saldare i suoi debiti con degli spacciatori. Questa rivelazione renderà Niko ancora più furioso nei suoi confronti, tuttavia Darko affermerà di essere molto pentito per quello che ha fatto e che morire per lui sarebbe solo una liberazione e non una punizione. Inoltre, Darko darà dell'ipocrita a Niko, facendogli notare che lui stesso è un killer che si fa pagare per uccidere le sue vittime. Il giocatore potrà decidere se giustiziare Darko e far compiere a Niko la sua tanto attesa vendetta, o se avere invece pietà di lui e di lasciarlo vivere nel dolore e nel pentimento per quello che ha fatto (cosa che Roman consiglierà di fare a Niko). Nel caso lo si uccida, Darko muore tra mille sofferenze nella missione "That Special Someone", dopo essere stato ripetutamente sparato da Niko con la sua pistola, ben 12 volte, un colpo per ciascuno dei suoi compagni d'armi caduti a causa di Darko. Niko, tuttavia, affermerà di non aver provato alcuna soddisfazione nell'uccidere Darko, in quanto dirà che, a differenza di quel che pensava, la vendetta non è riuscita a colmare il senso di vuoto rimasto in lui dal giorno della morte del suo plotone. Risparmiando Darko, invece, quest'ultimo fuggirà e di lui non si avranno più notizie. In seguito, Niko dirà di aver scelto di risparmiarlo poiché, alla fine, aveva capito che la morte del traditore del suo plotone non sarebbe servita a nulla in quanto i suoi compagni caduti, pur venendo vendicati, non sarebbero tornati in vita e lui stesso non avrebbe avuto alcuna soddisfazione nell'uccidere Darko, infatti la sua uccisione non avrebbe cancellato tutte le brutte esperienze da lui vissute a causa sua. Il doppiatore di Darko è Michael Medeiros.

### Jimmy Pegorino
Boss finale del gioco, ma solo intraprendendo il percorso "Vendetta", dove bisognerà eliminarlo nell'ultima missione: "Out of Commission". James "Jimmy" Pegorino, detto anche "Jimmy P" o "Peg", è l'attempato Padrino della malavita italoamericana di Alderney, i Pegorino. I Pegorino erano decisi a mettersi alla pari con le altre famiglie mafiose della città e ad entrare nel Consiglio "Cosa Nostra". Tuttavia le altre famiglie deridono Jimmy per l'impreparazione della sua mafia e per i suoi affari inconcludenti, e per questo si rifiuteranno più volte di farlo entrare nel Consiglio. Inoltre, Jimmy e la sua organizzazione sono sotto indagine da parte dell'FIB che vuole sgominare completamente la loro mafia, tentando di incastrarne i membri più importanti tramite spie, infiltrati e convocando spesso alcuni membri dei Pegorino in commissariato per fornire delle deposizioni. I McReary, che un tempo erano una potente famiglia mafiosa irlandese, attualmente lavorano come sicari alle dipendenze dei Pegorino, più precisamente per Ray Boccino, il quale incarica questi ultimi di indebolire le altre famiglie mafiose per spianare la strada ai Pegorino. In particolare, i Pegorino prenderanno di mira la famiglia mafiosa degli Ancelotti, considerata la più debole delle cinque vecchie famiglie, e, pertanto, incaricheranno i McReary di creare attrito tra gli Ancelotti ed i sicari della Mafia Albanese alle loro dipendenze. Durante molte delle missioni di Packie e Gerald, Niko, svolgerà molti lavori per i Pegorino, pur non conoscendo di persona Jimmy. Niko continuerà inoltre a lavorare per conto dei Pegorino su commissione di Ray Boccino e Phil Bell i quali lavorano entrambi, a loro volta, per la medesima mafia. Dopo molte missioni portate a termine con successo, a Jimmy verrà fatto notare il lavoro di Niko, e Pegorino deciderà di volerlo incontrare di persona per farlo lavorare per lui direttamente, e farsi aiutare ad entrare nel Consiglio "Cosa Nostra". Tuttavia, nonostante l'aiuto di Niko, Pegorino non riuscirà comunque nell'intento. Pur non entrando nel Consiglio, Pegorino rimane deciso ad imporre "la forza" della sua mafia trattando un grande affare di droga con la mafia Russa di Dimitri Rascalov. Chiederà quindi a Niko di aiutarlo in questo affare. Avendo dei precedenti con Dimitri, Niko non sarà affatto d'accordo a lavorare ancora per i russi, e sarà più propenso ad uccidere Dimitri dopo aver scoperto dove quest'ultimo si nascondeva. Niko si consulterà così con Roman che gli consiglierà di fare l'affare visto il grande compenso in denaro promessogli da Pegorino, mentre Kate consiglierà a Niko di non accettare perché così facendo sarebbe venuto meno ad una promessa che aveva fatto a se stesso, ovvero di non lavorare mai più per Dimitri. La scelta di Niko dipenderà tuttavia dal giocatore che potrà decidere se effettuare l'affare oppure rinunciarci per vendicarsi di Dimitri. Se si sceglie "Vendetta" e si uccide Dimitri disobbedendo a Pegorino, Jimmy perderà molti soldi nonché la poca influenza che era rimasta alla sua mafia in città. Pegorino vorrà quindi vendicarsi di Niko che non ha effettuato l'affare per lui e che a causa di ciò lo ha mandato in rovina. Per la sua vendetta Pegorino sceglierà il matrimonio di Roman e Kate per attentare alla vita di Niko. Pegorino in persona tenterà di uccidere Niko, sparandogli lui stesso con un AK 47 dal finestrino di una macchina. Per errore, però, Pegorino colpirà Kate, la fidanzata di Niko, uccidendo la ragazza. Mortificato per quanto accaduto a Kate, che oltre ad essere la ragazza di cui si era innamorato, era una persona innocente che non meritava di morire così brutalmente, Niko vorrà vendetta verso Pegorino ed inizierà pertanto a dargli la caccia venendo aiutato dal cugino Roman e dall'amico Little Jacob. Quando i tre riusciranno finalmente a scovare il nascondiglio di Pegorino, sarà Niko ad ucciderlo dopo averlo ferito gravemente con diversi colpi d'arma da fuoco e avergli dato il colpo di grazia utilizzando un AK-47, la stessa arma utilizzata da Pegorino per uccidere Kate. Prima di uccidere Pegorino, Niko si divertirà a dirgli di come i membri del Consiglio che aveva conosciuto lo reputavano solo un buffone. Tutto questo dopo un lungo inseguimento in barca e in elicottero terminato su Happiness Island, ai piedi della Statua della Spensieratezza (imitazione della reale Statua della Libertà di New York). Alternativamente scegliendo il finale "Affare" Niko obbedirà a Pegorino ed insieme a Phil Bell effettuerà un affare riguardante un grande carico di eroina assieme a Dimitri, che però si dimostrerà per l'ennesima volta un traditore, tentando di appropriarsi dell'intero guadagno dell'affare uccidendo Pegorino e rubando i soldi. Jimmy non riesce quindi a riportare a galla i Pegorino in nessuno dei due finali venendo ucciso in entrambi, per mano di Niko nel caso si scelga il finale "Vendetta", o per mano di Dimitri nel finale "Affare". Pegorino è stato arrestato per numerosi crimini nel corso degli anni essendo registrato nel database dell'LCPD per furto d'auto, possesso di mercanzia rubata, rapina a mano armata, furto aggravato, assalto a portavalori, omicidio preterintenzionale e racket. Inoltre nel database della polizia scopriamo che Jimmy è il proprietario del locale di Strip Tease di Alderney noto come l'Honkers, dove il giocatore si dovrà recare per svolgere alcune delle missioni principali per conto dei Pegorino. Il suo doppiatore è Tony Patellis.

## Personaggi secondari

### Michelle
È il fittizio nome di Karen, un'agente in incognito di una segreta agenzia governativa contro il terrorismo. È una bella ragazza che si avvicinerà a Niko, in quanto l'agenzia per cui lavora ha bisogno di un criminale esperto come lui, per farlo combattere contro alcuni pericolosi terroristi stranieri e per fargli sventare complotti che minacciano la sicurezza nazionale statunitense. Michelle lavorerà per breve al centro ricreativo di South Bohan insieme a Mallorie, in modo da diventare sua amica per farsi presentare Niko, al quale fingerà di essere interessata in modo da avere una relazione con lui per poterlo tenere sotto controllo come richiesto dalla sua agenzia. Si conoscerà con Niko quando Roman manderà il cugino a prendere lei e Mallorie con uno dei suoi taxi per accompagnarle a casa di Michelle. In seguito gli telefonerà per fissare un appuntamento con lui e da quel momento si potrà continuare a far uscire Niko con lei tutte le volte che lo si vuole. Essendo un agente in incognito, Michelle sembrerà sempre una ragazza un po' strana, domandando spesso e insistentemente della vita privata e del lavoro di Niko. Durante l'affare riguardante la cocaina di Elizabeta Torres, Michelle rivelerà la sua vera identità portando Niko dal suo superiore di un'agenzia segreta che usa come copertura un giornale locale chiamato United Liberty Paper (U.L. Paper). Si può uscire con lei chiamandola col cellulare dopo averla incontrata, fino alla missione in cui lei rivelerà la sua vera identità. È disponibile dalle 8 di mattina fino a mezzanotte, e con lei si possono svolgere tutte le attività tranne "Strip Club". Michelle fa un cameo anche in una missione di Grand Theft Auto V dove si scoprirà che, come anche U.L. Paper, lavora per l'IAA (la CIA dell'universo Grand Theft Auto). La sua voce è di Rebecca Henderson.

### Dardan Petrela
Membro della mafia albanese e capo degli strozzini che minacciano Roman. Predilige il pugnale come sua arma, per minacciare la gente. Tenterà di minacciare anche Niko che però si difenderà rompendogli il braccio, picchiando i suoi scagnozzi e, infine, uccidendolo, o semplicemente mettendolo fuori combattimento. Dardan è schedato nel database dell'LCPD per aggressione ed estorsione. Il suo doppiatore è Peter Linari.

### Kalem Petrela
Fratello di Dardan e membro della Mafia Albanese. È un tipo violento e fisicamente piuttosto robusto. Lo si incontrerà nella missione dove picchia Roman nei campi da basket di Firefly Island insieme a Bledar. Anche lui può venire ucciso o semplicemente picchiato da Niko in base alla scelta del giocatore. Il suo doppiatore non è noto.

### Bledar Morina
Altro membro della mafia albanese e braccio destro di Dardan. È lui lo strozzino che minaccia Roman più di frequente. Può venire ucciso o semplicemente pestato anche lui da Niko, in base alla scelta del giocatore, mentre stava picchiando Roman con Kalem. Bledar è schedato dall'LCPD per ricettazione ed estorsione. Il suo doppiatore è Gregory Korostishevsky.

### Vladimir Glebov
Detto Vlad, è un esponente della mafia russa di Mikhail Faustin. Roman pagava lui per la protezione della sua azienda di taxi. Vlad doveva proteggere Roman dagli strozzini albanesi che lo tormentavano in cambio di un costante pagamento. Tuttavia a furia di giocare d'azzardo, Roman finì con l'indebitarsi anche con Vlad. Per ripagare i debiti di Roman, Niko inizierà a lavorare per Vlad in varie attività criminali, dall'estorsione fino all'omicidio. Vlad è un rozzo ed antipatico uomo di mezza età in sovrappeso, proveniente dalla Russia, che tuttavia, grazie alla sua loquacità riuscirà comunque a conquistare Mallorie, la ragazza di Roman. A causa di ciò i cugini Bellic gli daranno la caccia per impedirgli di continuare ad avere rapporti con Mallorie, malgrado Roman fosse restio a farsi nemico Vlad, essendo quest'ultimo un membro della Mafia Russa. Tuttavia Niko deciderà comunque di uccidere Vlad nella missione intitolata "Uncle Vlad", sparandogli in un occhio con una pistola (in quanto Vlad aveva precedentemente minacciato di far cavare un occhio a Niko se questo non avesse smesso di irritarlo). I cugini Bellic tenteranno di nascondere la morte di Vlad e di far credere ai suoi conoscenti che avesse solo lasciato Hove Beach e per farlo getteranno il suo cadavere nell'Humboltd River. Infatti le forze dell'ordine non verranno mai a sapere del suo omicidio dato che sul database della polizia Vlad viene dato solo per scomparso e non come deceduto. Sfortunatamente così non sarà per la mafia Russa di Faustin che invece scoprirà presto l'omicidio di Vlad, probabilmente grazie alla gente che lo ha visto litigare con Niko e Roman ad Hove Beach. Niko sarà dunque costretto a dover lavorare per Faustin per sdebitarsi del fatto che quest'ultimo risparmi la vita a lui e Roman pur avendo scoperto che i cugini Bellic hanno ucciso Vlad, che era uno dei suoi uomini (nonostante lo stesso Faustin affermi di non averli uccisi perché considerava Vlad un buono a nulla e che non lo aveva ancora ucciso solo perché aveva una relazione extra-coniugale con sua sorella). Nel database della polizia scopriamo inoltre che Vlad è stato schedato dall'LCPD in passato per atti osceni in luogo pubblico, molestie sessuali ed estorsione. Il suo doppiatore è Misha Kuznetsov.

### Ivan Bytchkov
È un altro esponente della Mafia Russa di Faustin. Quest'ultimo lo vorrà morto per motivi sconosciuti e incaricherà Vlad del compito di farlo uccidere, che a sua volta incaricherà Niko del suo omicidio dicendogli che Ivan aveva intenzione di derubare l'azienda di taxi di Roman. Niko lo inseguirà mettendolo alle strette, e alla fine verrà a sapere che Ivan non voleva affatto derubare Roman, ma che questa era stata una scusa usata da Vlad per essere sicuro che Niko lo uccidesse. Il giocatore potrà quindi decidere se uccidere comunque Ivan o se risparmiarlo. Se si desidera eliminarlo, è possibile sparargli dalla distanza mentre tenta di fuggire, o metterlo alle strette e farlo cadere giù da un tetto, facendogli fare una cruenta morte. Per risparmiarlo, invece ci si dovrà limitare ad inseguirlo fino a quando Ivan non avrà più dove fuggire e rischierà di cadere giù da uno dei tetti; premendo l'apposito tasto, Niko aiuterà Ivan a risalire sul tetto e a mettersi in salvo dicendogli di non farsi più rivedere ad Hove Beach. Dopo aver ringraziato Niko, Ivan fuggirà e di lui non si avranno più notizie fino alla missione "Three Leaf Clover" dopo la quale sarà possibile incontrarlo come personaggio casuale ad Alderney. Dopo averlo riconosciuto, Ivan vorrà raccontare a Niko cosa gli è accaduto da quando quest'ultimo decise di rispamiargli la vita. Ivan dirà di aver cambiato vita e dirà di star vivendo il sogno americano, se non fosse per alcuni debiti che possiede con della gente losca che lo minaccia. Ivan pagherà dunque Niko per farsi aiutare. Tuttavia si scoprirà che Ivan non ha cambiato vita proprio del tutto, infatti è sempre un fuorilegge essendo diventato un allibratore anche se non riesce a farsi rispettare dalla gente a cui presta i soldi, che non vuole ridarglieli con gli interessi. Niko tenterà di farsi ridare i soldi di Ivan, ma i criminali indebitati con lui si rifiuteranno di pagarlo dando il via ad una sparatoria, e quindi Niko dovrà difendere Ivan eliminando tali criminali e recuperando il denaro che gli dovevano. Ivan è schedato dalla polizia per appropriazione indebita e intromissione in abitazione a scopo di furto. Il suo doppiatore è Lev Gorn.

### Jermaine Andrews
Gangster di strada afroamericano, membro della gang Money over Bitches ed indagato dalla polizia per spaccio di droga e furto. Jermaine è anche un cliente abituale di Roman prendendo spesso i suoi taxi. È così che Niko lo conoscerà per la prima volta all'inizio del gioco, lavorando come tassista per Roman il quale gli chiede di andare a prendere Jermaine al posto suo. Durante la corsa, Jermaine chiederà a Niko di aiutarlo a rubare dei pezzi di auto da un garage, ma non riuscirà mai a far entrare in porto tale colpo in quanto verrà sorpreso dalla polizia. Niko lo aiuterà quindi a scappare dai poliziotti. Il suo doppiatore non è noto.

### Real Badman
Chiamato anche solo Badman, il cui vero nome è Teafore Maxwell-Davies, è uno dei più noti spacciatori degli Yardies. Badman è il migliore amico di Little Jacob nonché suo complice nel giro dello spaccio da loro organizzato. Jacob rispetta moltissimo Badman considerandolo come un fratello. Niko non riesce a capire molto quando lo sente parlare a causa del suo accento giamaicano ancora più pronunciato rispetto a quello di Jacob il quale gli farà spesso da “traduttore” per rendere comprensibili a Niko i discorsi di Badman. Badman è un tipo pericoloso e paranoico a causa del suo consumo abituale di spinelli. Una volta, Jacob racconterà a Niko, durante una delle loro uscite, che un tempo Badman era molto più tranquillo prima che un'ignota persona chiamata da lui "Il Vecchio" (probabilmente il precedente capo degli Yardies) partisse per la Giamaica. Badman viene incontrato fisicamente solo durante una delle missioni di Jacob, ma verrà spesso nominato da quest'ultimo ed è inoltre possibile incontrarlo come personaggio casuale a Dukes dove si farà aiutare da Niko ad uccidere alcuni membri della Mafia Russa, suoi concorrenti nel giro dello spaccio. Durante questa breve missione secondaria, Badman dirà di stimare moltissimo Niko e di essergli grato dell'aiuto che questi ha dato a lui e a Jacob nel giro dello spaccio da loro controllato. Badman compare inoltre brevemente nella missione "Mr. and Mrs. Bellic" figurando tra gli invitati al matrimonio di Roman e Mallorie insieme a Little Jacob. Badman è schedato dalla polizia per rapina a mano armata, possesso di cocaina a fini di spaccio e aggressione. Il suo doppiatore è Seeborn.

### Mikhail Faustin
Il pericoloso boss della Mafia Russa di Hove Beach, vive con la sua famiglia in una lussuosa villa a Firefly Island ed è inoltre il proprietario di un club privato a tema Est-Europeo a Broker, il teatro "Pereistoika", che usa come copertura per le sue attività illecite. Faustin verrà poi sostituito in qualità di boss della mafia dal suo migliore amico Dimitri Rascalov, che lo tradirà commissionando il suo omicidio a Niko. Faustin è un cocainomane, violento, poco ragionevole e tiranno con i suoi scagnozzi e persino con la sua famiglia. Considerava Dimitri un fratello e a sua detta, lo conosceva da molto tempo, raccontando che quando da giovani furono arrestati per spaccio, fu lui, Faustin, a proteggere un giovane e indifeso Dimitri in carcere. Malgrado il suo carattere irascibile e irruente, Mikhail concederà il perdono ai cugini Bellic, dopo che questi avranno ucciso uno dei suoi uomini, Vlad Glebov. Niko sarà però costretto a diventare un sicario della Mafia Russa, per ripagare la "clemenza" che Faustin aveva avuto con lui e suo cugino lasciandoli in vita. In tale circostanza tuttavia, Faustin non esitò a sparare Roman in maniera non letale ad un fianco, in modo da zittirlo mentre quest'ultimo in preda al panico gridava in cerca di aiuto mentre sia lui che Niko erano stati rapiti e portati nel seminterrato della casa di Faustin. Tra i tanti affari malavitosi svolti per Faustin, quest'ultimo commissionerà a Niko l'omicidio di Lenny Petrovic, figlio dell'altro boss Russo della città, Kenny Petrovic. Per mettere la pace tra le due mafie russe, il migliore amico di Faustin, Dimitri Rascalov, deciderà di tradirlo. Dimitri convincerà infatti Niko che Faustin andava ucciso, dopo che Niko aveva rischiato la vita guidando un camion con una bomba a tempo nell'ultimo lavoro svolto per Mikhail. Inoltre Dimitri dirà a Niko che Petrovic lo avrebbe risparmiato solo nel caso fosse stato lui ad uccidere Faustin. Niko eliminerà quindi Mikhail, facendo strage dei suoi uomini nel suo club privato e costringendolo alla fuga sul tetto, dal quale Faustin precipiterà dopo che Niko gli avrà sparato prima alle gambe e poi al petto. Dopo la morte di Faustin, Niko cesserà di lavorare per la mafia Russa venendo tradito da Dimitri che dopo aver sostituito Mikhail come boss della mafia, metterà una taglia sulla testa dei cugini Bellic per fare un favore ad un altro boss russo, Ray Bulgarin, che aveva un conto in sospeso in Europa con Niko. Faustin è schedato dalla polizia di Liberty per estorsione, possesso di mercanzia rubata e possesso di cocaina a fini di spaccio. Il suo doppiatore è Karel Roden.

### Anna Faustin
La figlia di Mikhail, un'attraente ragazza ventenne che spesso è ribelle al padre. Uscirà per un periodo con un biker dei Lost, che verrà poi ucciso da Niko su commissione di Mikhail. Dopo la morte di Faustin, Anna continuerà a frequentare ragazzi poco raccomandabili uscendo con un pappone che tenterà di farla diventare una spogliarellista. Niko riuscirà ad impedirlo picchiando il nuovo “fidanzato” di Anna per fare un favore alla madre Ileyna, rimasta vedova. Compare solo durante la missione "No Love Lost" ma in seguito viene citata da Mikhail ed Ilyena. La sua doppiatrice è Krystyna Jakubiak.

### Ilyena Faustin
La bella e buona moglie di Mikhail. Molto religiosa, ma succube del carattere violento del marito il quale è solito maltrattarla oltre a tradirla con altre donne più giovani con cui si incontra al suo teatro Perestroika. Ilyena, in assenza di Mikhail, si confiderà con Niko, dicendogli che quando abitavano ancora in Russia, il marito era molto diverso e che la rendeva felice, ma che col tempo cambiò radicalmente divenendo il violento ed irascibile boss mafioso che è attualmente. Anche Niko si confiderà con Ilyena rivelandole particolari della sua vita e degli orrori a cui ha assistito durante la guerra che, a sua detta, lo portarono a perdere la fede in Dio e a diventare un criminale senza scrupoli. Dopo la morte di Faustin, si può incontrare ancora Ilyena come personaggio casuale a Firefly Island, dove, ignara che ad assassinare suo marito fosse stato proprio Niko, si confiderà ancora con lui. Ilyena dirà che Dimitri ha preso possesso di tutte le attività possedute da Mikhail e che a lei non è rimasto più nulla, tanto che le è stata pignorata persino la loro lussuosa villa, il che ha costretto lei e sua figlia ad andare ad abitare in un monolocale. Niko, dispiaciuto, le offrirà dei soldi ma lei gli dirà di non volerne, ma di volere il suo aiuto per far in modo che sua figlia Anna non esca più con un pappone che cerca di farla diventare una spogliarellista. Ilyena, tuttavia, dirà a Niko di non uccidere il nuovo fidanzato della figlia e perciò l'obiettivo principale del giocatore sarà solo di spaventarlo. Malgrado ciò è possibile eliminare ugualmente il nuovo ragazzo della figlia di Ilyena. Nel caso si picchi solamente il fidanzato di Anna, questo dopo aver subito diversi danni si arrenderà promettendo di non uscire mai più con Anna e in tal caso si ottiene il finale "buono" per questa missione secondaria e sarà possibile ricevere una telefonata da parte di Ilyena Faustin, la quale ringrazierà Niko per aver aiutato lei e sua figlia e per non aver ucciso il nuovo ragazzo di quest'ultima. Alternativamente se si lascia scappare il fidanzato di Anna si otterrà il finale "cattivo" per questa missione, ed Ileyna chiamerà disperata Niko dicendogli che sua figlia è fuggita con il suo ragazzo abbandonandola. Uccidendo invece il ragazzo di Anna, si ottiene il finale "neutro" per questa missione, in quanto pur avendo liberato la figlia di Ilyena dal magnaccia, la signora Faustin sarà dispiaciuta e chiamerà arrabbiata Niko, ricordandogli di non avergli chiesto di uccidere il fidanzato di Anna e dicendogli che per colpa sua, un altro uomo nella vita di sua figlia è andato incontro ad una morte violenta. La sua doppiatrice è Marcy Maguigan.

### Kenny Petrovic & Lenny Petrovic
Kenny Petrovic è il noto boss della mafia Russa di Dukes mentre Lenny Petrovic è suo figlio, il quale verrà ucciso da Niko su commissione di Faustin durante una delle missioni svolte per lui. Kenny Petrovic non apparirà mai fisicamente nel gioco ma lo si può sentire gridare arrabbiato quando Niko farà detonare una bomba in uno dei suoi garage a Bohan, su commissione di Mikhail, ed inoltre spesso Dimitri nominerà Petrovic durante il gioco. Faustin inizierà la guerra contro Petrovic dapprima facendogli uccidere il figlio, Lenny, e poi facendogli esplodere un garage utilizzato dalla sua Mafia. Entrambe le operazioni verranno commissionate da Faustin a Niko. Dopo tali affronti, Petrovic vorrà vendicarsi mettendo una taglia sulla testa di Faustin, promettendo tuttavia di risparmiare Dimitri e Niko, ma solo nel caso che fossero loro ad organizzare l'omicidio di Faustin. Ciò viene spiegato da Dimitri a Niko, che gli commissionerà quindi l'assassinio di Mikhail. A detta di Dimitri, Petrovic aveva deciso di concedere il perdono e anche un notevole compenso in denaro a Niko, se quest'ultimo fosse stato proprio lui l'esecutore dell'omicidio di Faustin. In questo modo Dimitri riuscirà a convincere Niko e a fargli uccidere Mikhail. Tuttavia, una volta assunto il comando della mafia Russa di Hove Beach, Dimitri si rifiuterà di dare a Niko il pagamento promessogli da Petrovic per l'assassinio di Faustin, ed anzi, lo tradirà vendendolo ad un altro boss russo, Ray Bulgarin, con il quale Niko aveva una faida. Kenny Petrovic è considerato dalla polizia, come il boss Russo più potente di Liberty City, come scopriamo nel database del LCPD che inoltre lo scheda per omicidio preterintenzionale e racket. Suo figlio Lenny, invece, è schedato per furto d'auto e aggressione. Il doppiatore di Lenny Petrovic non è noto mentre il doppiatore di Kenny Petrovic è Richard Pruitt.

### Ray Bulgarin
Ray Bulgarin è un pericoloso boss Russo a livello internazionale. Bulgarin è un organizzatore del traffico di clandestini, ma si occupa anche di estorsione, racket, spaccio, prostituzione e di importazione illegale. Con questo giro di affari illeciti, nel corso degli anni, Bulgarin ha guadagnato molti soldi fino ad accumulare un patrimonio dal valore di centinaia di milioni di dollari. Data la sua ricchezza è molto influente nel giro della criminalità internazionale, e perciò viene considerato uno dei boss più pericolosi e potenti della Mafia Russa, disponendo di molti sicari, scagnozzi e guardie del corpo pronti a difenderlo. Sul database della polizia scopriamo che Bulgarin si era trasferito dalla Russia a Liberty City già molti anni addietro per allargare i suoi affari, ma aveva poi lasciato l'America per evitare di presentarsi ad un processo che lo vedeva indagato per immigrazione illegale e per il rapimento di giovani donne albanesi che aveva trasportato in America contro volontà per sfruttarle come prostitute. Da allora, Bulgarin si trasferì nell'Est-Europeo sulle coste dell'Adriatico. Proprio nell'Europa dell'est conobbe Niko, e lo fece lavorare per lui come scafista sul mar Mediterraneo. Niko trasportava clandestini ed importava merce rubata in Italia per conto di Bulgarin. Niko si dimostra molto affidabile in questo lavoro, fino a quando un giorno, a causa di una retata della polizia, si vide costretto ad abbandonare la sua imbarcazione che affonda nel mare assieme al suo carico, per fuggire a nuoto. Bulgarin lo riterrà responsabile per la mercanzia perduta e pretenderà di avere una cifra esorbitante in denaro da Niko come risarcimento. Non potendo ripagare Bulgarin e non ritenendosi responsabile per l'accaduto, Niko diverrà latitante facendo perdere le sue tracce a Bulgarin e ai suoi uomini. Diversi mesi dopo, tuttavia, il boss verrà a sapere da un suo vecchio amico, Dimitri Rascalov, che Niko si era trasferito a Liberty City, e deciderà così di tornare in America per vendicarsi di Niko ed iniziare un nuovo giro d'affari insieme allo stesso Dimitri e al boss degli Ancelotti, come veniamo a sapere dal database del LCPD e giocando a "The Ballad of Gay Tony". Bulgarin appare solo due volte nel gioco, nella missione "Russian Revolution" in cui Dimitri cercherà di consegnargli Niko e successivamente verso la fine del gioco nella missione "Diamonds are a girl's best friend". Dopodiché La faida tra Niko e Bulgarin sembrerà rimanere in sospeso in Grand Theft Auto IV, in quanto il boss Russo non comparirà più, e Niko non riuscirà mai ad ucciderlo. Sul database della polizia Bulgarin viene tuttavia indicato come deceduto, in quanto in Grand Theft Auto IV: The Ballad of Gay Tony, espansione di Grand Theft Auto IV, si scoprirà che Bulgarin è stato ucciso da Luis Lopez, poco tempo dopo la missione "Diamonds are a girl best friend". Nella stessa espansione scopriamo anche che durante la sua permanenza a Liberty, Ray si era nascosto nella piccola casa di sua sorella a Dukes per non dare nell'occhio, ma a causa dei suoi precedenti penali aveva difficoltà a concludere molti dei suoi nuovi affari (come comprare la squadra di Hockey dei Liberty Rampage). Per questo motivo, dopo la morte di Dimitri per mano di Niko, Bulgarin tenterà di impadronirsi della sua eroina e di tornare nuovamente in Europa, ma verrà fermato da Luis Lopez che lo ucciderà a bordo del suo jet privato. Durante la missione "Diamonds are a girls best friends", in uno dei dialoghi alternativi, si scoprirà che la merce perduta da Niko in Europa, l'affare di cui Bulgarin lo riteneva responsabile, erano proprio i diamanti dal valore di 2 milioni di dollari che avranno una grande importanza durante la storia del gioco e delle due espansioni (The Lost and Damned e The Ballad of Gay Tony). Dopo che Niko aveva lasciato affondare tale merce per sfuggire alla polizia, altri criminali ne erano venuti in possesso e si erano poi serviti di un cuoco (il quale è visibile nell'intro di Grand Theft Auto IV a bordo della stessa nave di Niko) per venderli a Liberty City a Gay Tony, un proprietario di night club. I diamanti verranno poi rubati a Tony, da Johnny Klebitz e dai biker dei Lost i quali li consegneranno a Ray Boccino un mafioso italoamericano, per averne parte del profitto quando egli li avrebbe rivenduti. I diamanti sono stati poi sottratti a Boccino da Luis Lopez, uno dei soci di Gay Tony durante una trattativa che vedeva coinvolto anche Niko. Gli stessi diamanti verranno poi riconsegnati da Tony e Luis a Niko e Packie Mcreary in cambio di Gracie, la figlia del boss degli Ancelotti che i due avevano rapito per riavere tali pietre. Bulgarin cercherà poi di rientrare in possesso dei diamanti facendo ingaggiare una sparatoria tra alcuni suoi scagnozzi contro Niko e Packie, ma nel trambusto, alla fine i preziosi diamanti finiranno col cadere dentro un camion diretto alla discarica e verranno poi ritrovati in The Ballad of Gay Tony, da un barbone che grazie ad essi diventerà milionario ed userà i soldi dei diamanti per aprire un negozio d'armi e liquori a Vice City (come si viene a sapere sulle notizie web e per radio nel gioco). Nel database dell'LCPD Bulgarin è schedato per traffico di persone, inoltre viene costantemente dato per morto anche se in realtà la sua morte avviene solo dopo quella di Dimitri, stando all'ordine cronologico della serie imposto dal DLC The Ballad of Gay Tony. Bulgarin è doppiato da Vitali Baganov.

### Brucie Kibbutz
Chiamato Brucie dagli amici, è un eccentrico ex pugile dilettante, fissato con il fitness e gli esercizi ginnici, e consumatore abituale di steroidi. Gestisce una modesta officina che si occupa di macchine truccate e modifiche, nei pressi del porto poco distante da casa sua. Brucie non è affatto un bravo meccanico e lascia fare la maggior parte del lavoro della sua officina al suo unico dipendente, un manovale chiamato Lenny. La sua filosofia di vita è che bisogna essere dei vincenti, di "serie A", come ripete spesso, e che non bisogna mai accontentarsi della mediocrità. Brucie dimostra un carattere molto insicuro contrariamente a quello che vuole apparire, risultando spesso anche un po' ambiguo nei modi di fare. È un grande amico dei cugini di Bellic, soprattutto di Roman, visto che i due escono molto spesso insieme. Roman e Brucie, infatti, condividono molte passioni tra cui i locali notturni, le donne facili, il lusso e le macchine sportive. Sarà proprio Roman a presentare Brucie al cugino. Brucie inizierà a commissionare a Niko una serie di furti d'auto e moto tramite missioni secondarie che si attiveranno dopo aver risposto alle sue e-mail. Per completare ciascuna di queste missioni Niko si dovrà recare al luogo in cui è presente la vettura descrittagli da Brucie, rubarla e riportarla al suo garage a Broker in condizioni almeno accettabili per venire pagati. Bisognerà anche svolgere delle missioni principali per Brucie, il quale pagherà Niko per eliminare delle persone, che sono in ritardo sui pagamenti delle auto che lui ha riparato per loro. Alla fine delle sue missioni verremo a sapere che Brucie ha fatto uccidere tali persone da Niko, solo perché gli steroidi da lui assunti lo avevano reso più impaziente e nervoso del solito. A quel punto Niko dirà di non voler più lavorare per Brucie, non essendo contento di dover uccidere gente solo perché Brucie è assuefatto agli steroidi. Malgrado ciò i due rimarranno comunque amici. Compare anche in Grand Theft Auto IV: The Ballad of Gay Tony dove si scoprirà che ha un fratello maggiore di nome Mori Kibbutz, che Brucie ammira ma che al contempo teme. Infatti Mori è solito maltrattare continuamente Brucie, sminuendo la sua autostima in ogni modo. In Grand Theft Auto IV è possibile uscire con Brucie chiamandolo con il cellulare dopo aver ottenuto la sua amicizia. Con lui si possono svolgere attività particolari ed uniche, come "Elicottero" e "Motoscafo", ovvero fare un giro in elicottero e in motoscafo per la città di Liberty insieme a Brucie e a delle belle ragazze, che Brucie rimorchia spendendo puntualmente un sacco di soldi per loro, come si capirà dai dialoghi durante le loro uscite. Non è possibile svolgere però l'attività "Freccette" con lui. È disponibile dopo le 9 di mattina fino alle tre di notte. Brucie sa pilotare gli elicotteri e Niko può chiedergli di venirlo a prendere di tanto in tanto per accompagnarlo da una parte all'altra della città chiamandolo al cellulare e scegliendo "Passaggio in elicottero", ma solo nel caso la sua simpatia per Niko sia pari o maggiore al 75% nelle statistiche. Sarà possibile contattare Brucie anche per fargli organizzare diverse gare clandestine di macchine in giro per la città, a cui si potrà partecipare per guadagnare soldi, dopo averlo telefonato e aver selezionato "Gara". Nel database della polizia scopriamo che Brucie è stato arrestato numerose volte in passato per spaccio e acquisto di steroidi, per aver gareggiato in corse illegali e per lo sfruttamento della prostituzione, in cui la polizia specifica che si trattava di travestiti, il che lascia dei forti dubbi sull'eterosessualità di Brucie. In GTA Online scopriamo che è diventato famoso come fornitore di steroidi al testosterone di squalo tigre, dei quali era consumatore già in GTA 4. La sua voce è di Timothy Adams.

### Lyle & Tom Rivas
Sono due cugini di origine ispanica, inoltre Lyle è un membro della gang degli Spanish Lords. Dopo aver mancato di rispetto a Brucie in qualche modo, quest'ultimo commissionerà a Niko l'omicidio di Lyle e il furto della sua auto. In seguito, il cugino di Lyle, Tom minaccerà di vendicarsi, sfruttando gli agganci che il cugino aveva con gli Spanish Lords. Brucie, però, sfruttando il fatto che Tom è omosessuale, farà fissare a Niko un finto appuntamento con lui sul sito Lovemeet.net, dove si fa chiamare "French Tom", per poterlo in realtà uccidere. Entrambi i cugini sono schedati sul database dell'LCPD, Lyle per furto d'auto, possesso di veicolo rubato e disturbo della quiete pubblica mentre Tom due volte consecutive per prostituzione, per ricatto, per il possesso di metanfetamina e per frode. Le loro voci non sono accreditate.

### Jason Michaels
È un Biker dei Lost MC appartenente alla sezione di Alderney della gang (di cui fa parte anche Johnny Klebitz) dove era l'Enforcer. Jason è il Biker che usciva con Anna Faustin, la figlia di Mikhail. Verrà ucciso da Niko, nella missione “No Love Lost…”, su ordine del signor Faustin, il quale non accettava che un tipo rozzo come un biker avesse una relazione con sua figlia. Si udirà spesso alla radio la notizia del suo omicidio sebbene la polizia e la sua gang lo riterranno morto erroneamente durante uno scontro con gli Angels of Death, un altro club motociclistico avversario ai Lost. Compare anche nelle prime missioni di Grand Theft Auto IV: The Lost and Damned, l'espansione per Grand Theft Auto IV ed è nel medesimo gioco che si scoprirà che Jason era l'Enforcer dei Lost nonché uno degli amici più fidati di Johnny Klebitz. Jason è schedato nel database della polizia di Liberty per furto con scasso, per assalto a portavalori e per possesso di diverse sostanze stupefacenti quali metanfetamine. Il suo doppiatore è Bill Burr.

### Manny Escuela
Il leader della comunità portoricana di Bohan e presunto ex membro degli Spanish Lords. Viene presentato a Niko da Mallorie, che dice di essere cresciuta nel suo stesso quartiere. Manny si autodefinisce un ex gangster ed afferma anche di aver fatto uso di droghe in passato, sebbene dica di non toccare più "quella roba" da anni e di aver “messo la testa a posto”. Attualmente vuole raccontare la storia della sua vita producendo un film/documentario ambientato nelle strade di Bohan, venendo aiutato nelle riprese dal suo cameraman e regista Jay Hamilton. Manny gestisce un centro ricreativo per i giovani di South Bohan chiamato "Manny's" dove, su consiglio di Jay, insegna anche a ballare danze di strada, sebbene abbia la fissazione di essere considerato gay a causa di ciò. Manny vorrebbe apparire nel suo film come un eroe, mostrando come sia riuscito a ripulire i quartieri di Bohan dalla droga, per aiutare i giovani che finiscono col diventarne dipendenti. In realtà l'unica cosa che interessa a Manny è diventare famoso grazie al suo film, infatti fingerà di essere impegnato nella missione di dissuadere i giovani dal drogarsi e di cacciare gli spacciatori dai quartieri di Bohan, mentre invece non farà assolutamente nulla di tutto ciò, ma si limiterà a pagare Niko per uccidere molti dei pusher della zona per ripulire le strade dalla droga. Manny sfrutta gli omicidi compiuti da Niko anche per rendere il suo film più drammatico e mostrare quanto sia difficile e violenta la vita di strada. Pertanto non sarà mai troppo simpatico a Niko, il quale non sarà affatto contento di uccidere solo per fare avere successo al film di Manny. In una missione, Manny commetterà l'errore di filmare anche Elizabeta Torres per il suo film, e quest'ultima durante un raptus dovuto alla cocaina ucciderà Manny assieme al suo cameraman sparando loro alla testa. Viene dato per scomparso nel database della polizia, in quanto Elizabeta Torres farà sparire il suo cadavere facendolo consegnare da Niko ad un "dottore" che lo userà per rivenderne gli organi sul mercato nero. Nell'espansione The Ballad of Gay Tony viene affermato da Troy, il buttafuori del night chiamato "Hercules", che la casa cinematografica che aveva accettato di produrre il film di Manny Escuela, dopo la "sparizione" di quest'ultimo ha deciso di produrre lo stesso un film/documentario a Liberty City, ma di cambiarne l'argomento, incentrandolo sulla vita notturna dei night club di Algonquin, e scegliendo Troy come nuovo protagonista. Manny è schedato nel database della polizia per frode e possesso di cocaina. La sua voce è di Berto Colon.

### Elizabeta Torres
Pericolosa spacciatrice tossicodipendente di origini portoricane, Elizabeta è una donna isterica ed in sovrappeso. Molto amica di Mallorie, le due diranno di essere cresciute insieme nella comunità di Bohan, e sarà proprio Mallorie a presentarla a Niko. Elizabeta, anche nota come "Liz", gestisce il giro di cocaina di Bohan e dintorni e ne ricava molti soldi, essendosi guadagnata una considerevole notorietà e molto rispetto tra i criminali di Liberty City. Infatti fornisce droga e fa affari con alcune delle principali gang della città, tra cui gli Yardies, i M.O.B., i North Holland Hustlers e saltuariamente anche con i Lost MC. Probabilmente lesbica o bisessuale visto che in una missione la si vedrà ballare in modo piuttosto ambiguo con un'altra ragazza (che si scoprirà essere Carmen Ortiz). Inoltre nell'espansione "The Lost And Damned" viene lasciato intendere che abbia avuto una relazione con una sua amica di nome Marta, sebbene nel medesimo gioco Elizabeta affermi anche di essere stata sposata con tre uomini diversi. Inoltre tra i suoi vari crimini la polizia la scheda anche per aver avuto rapporti sessuali consensuali con una ragazza ancora minorenne. Elizabeta presenterà a Niko molti criminali abbastanza influenti di Liberty City e lo farà lavorare per lei stessa in più affari riguardanti lo spaccio di droga e la protezione dei suoi spacciatori. In un raptus dovuto alla cocaina, Elizabeta ucciderà Manny ed il suo cameraman, mentre questi la stavano filmando per il film di Manny. Viene poi arrestata per spaccio e traffico di droga ed è condannata all'ergastolo (con la pena di ben 300 anni di galera), venendo incriminata con l'accusa di innumerevoli capi di spaccio, oltre ad essere sospettata anche per diversi omicidi, tra cui quello di Manny Escuela e del suo cameraman Jay. Infatti, come veniamo a sapere sulle notizie web del gioco, il procuratore distrettuale grazie ad una cimice nascosta a casa della spacciatrice è riuscito ad ottenere una registrazione in cui si sente Elizabeta litigare con i due uomini ed in seguito degli spari, anche se la polizia non riuscirà mai a ritrovare i cadaveri dei due, poiché prima di venire arrestata Liz aveva fatto nascondere i corpi a Niko, che li aveva consegnati ad un "dottore" da lei indicatogli che gestisce un traffico di organi illegali. Elizabeta è schedata dalla polizia per numerosi crimini tra cui due volte consecutive per possesso di Crack, una volta per possesso di eroina, per aggressione, per il possesso di un'arma non registrata e per un reato a sfondo sessuale in cui la polizia specifica che ha avuto un rapporto consenziente con una minorenne. La sua doppiatrice è Charlie Parker.

### Johnny Klebitz
Jonathan Klebitz chiamato da tutti Johnny, è un burbero e temuto biker, veterano dei Lost MC di Alderney, noti per i poliziotti di Liberty City come "OMG" sigla di "Outlaw Motorcycle Gang" (tradotto nel gioco in italiano come "Ordine di Motociclisti da Galera"). La polizia chiama infatti così le bande di biker dei Lost e degli Angels of Death nel loro database. Johnny è protagonista della prima espansione di Grand Theft Auto IV, The Lost and Damned, dove viene raccontata la sua storia che si svolge parallela agli eventi del gioco principale, che vede protagonista Niko Bellic. Le notizie per radio e sul web del gioco nomineranno più volte i crimini commessi dalla banda di Johnny, i Lost, definendoli addirittura una delle maggiori minacce all'ordine pubblico di Liberty City insieme ai loro rivali giurati, gli Angels of Death, altro club di motociclisti con i quali sono in guerra. Johnny è stato vicepresidente e poi presidente in carica del club motociclistico dei Lost come scopriamo nell'espansione che lo vede protagonista. In Grand Theft Auto IV tuttavia comparirà solo in due occasioni, nelle missioni "Blow your cover" e "Museum Piece". Johnny viene considerato un pericoloso criminale dalla malavita dei sobborghi di Liberty City, tanto che persino lo spacciatore Playboy X e il mafioso Ray Boccino sembrano temerlo e diffidare di lui. Playboy racconta addirittura a Niko che Johnny si occupa frequentemente di affari pericolosi e gli raccomanda di non guardarlo storto. La prima volta che lo si incontra, Johnny sarà in affari con Elizabeta Torres, intento a farsi aiutare a vendere una grossa partita di eroina. Più in là nel gioco, lo si incontra nuovamente durante un affare per conto di Ray Boccino, dove Niko dovrà collaborare ancora con Johnny per vendere dei diamanti dal valore di due milioni di dollari, che i Lost avevano rubato per conto del mafioso italiano. Dopo che Luis Lopez manderà a monte tale affare iniziando una sparatoria, Johnny si dimostrerà scaltro riuscendo a scappare portando con sé i due milioni di dollari dell'affare, soldi che poi deciderà di tenere per il suo motorcycle club tradendo così Niko e Ray Boccino. Per questo motivo, Boccino vorrà vendetta contro Johnny e i Lost ed incaricherà Niko di uccidere alcuni motociclisti dell'omonimo motorcycleclub. Niko eliminerà due biker dei Lost dopo un lungo inseguimento in moto in metropolitana. Uno dei due biker eliminati da Niko su commissione di Boccino, era Jim Fitzgerald, membro del chapter di Alderney dei Lost e grande amico di Johnny. In "The Lost and Damned", dove bisognerà impersonare Johnny, verremo a conoscenza di molti particolari interessanti tra cui il fatto che fu lui il biker che rapì Roman per conto di Dimitri Rascalov, ad insaputa di Niko, sebbene Johnny sia stato costretto ad effettuare tale rapimento per saldare un debito che la sua ex ragazza, Ashley Butler, possedeva con la mafia Russa di Dimitri. In Grand Theft Auto IV, Johnny appare vestito con un gilet grigio una carnagione pallida e scavata e tatuaggi molto marcati mentre nell'espansione The Lost and Damned che lo vede protagonista, Johnny indossa un giubbotto nero, è più prestante fisicamente e i suoi tatuaggi appaiono più sbiaditi. Nel database della polizia di Liberty City, Johnny è schedato per molti crimini tra cui furto d'auto, aggressione, omicidio preterintenzionale e violazione della libertà vigilata. Johnny ricompare anche in GTA 5, ambientato cinque anni dopo, dove viene mostrato il suo decesso per mano di Trevor Philips, dopo che Johnny era diventato ormai un relitto umano, depresso e debole a causa della sua assuefazione alla droga, rivelando quindi di essere diventato un personaggio molto diverso da come lo avevamo conosciuto in GTA 4. Il suo doppiatore è Scott Hill.

### Playboy X
È il soprannome da gangster di strada con cui si fa chiamare Trey Stewart, un giovane ragazzo di colore, noto spacciatore e membro di punta della banda afroamericana dei North Holland Hustlers. Niko lo conoscerà durante l'affare riguardante l'eroina di Johnny Klebitz, tramite Elizabeta. È Playboy che gestisce il traffico di droga di North Holland. Anche se i North Holland Hustlers sono una banda poco influente in città, Playboy ha sfruttato le attività di spaccio e prostituzione gestite dalla gang il più possibile, facendo affari con diversi criminali influenti in città guadagnando quindi molti soldi. Non si sa se Playboy faccia uso di droghe o se le spacci soltanto, spesso però lo si vede fumare il sigaro. Nonostante sia un criminale dice di voler entrare a far parte del settore edile, per poter utilizzare la ricchezza accumulata grazie allo spaccio per dare inizio ad un giro d'affari legali, sebbene per riuscirci si servirà di Niko per svolgere diverse attività criminali ed intimidatorie. Dimostra inoltre un elevato tasso di ignoranza oltre che di ipocrisia: crede che Dubai si trovi in Africa, ed afferma di non essere cambiato a causa dei soldi e della ricchezza e di essere rimasto fedele ai suoi vecchi amici, ma si smentisce da solo affermando di voler entrare a far parte dell'edilizia solo per diventare famoso e costruire grattacieli con il suo nome sopra. Inoltre ripudierà Dwayne Forge, il suo mentore appena uscito di galera, ora finito in disgrazia, essendo povero e depresso. Uscito di prigione, Dwayne pretenderà di tornare al comando della gang da lui fondata anni prima del suo arresto, a seguito del quale aveva nominato Playboy capo temporaneo del giro dello spaccio di North Holland e della banda. Tuttavia Playboy si rifiuterà di farsi da parte temendo di perdere i suoi affari e i suoi soldi a favore di Dwayne, e pertanto tra i due si verrà a creare una situazione sempre più tesa. Niko lavorerà per Playboy aiutandolo ad eliminare i membri della mafia che mantenevano chiuso un cantiere comprato da un multimiliardario imprenditore edile di nome Yusuf Amir (personaggio che comparirà solo in Grand Theft Auto IV: The Ballad of Gay Tony), per impedire a quest'ultimo, in quanto straniero, di rubare tale appalto ai loro protetti. Playboy farà uccidere i mafiosi che mantenevano chiuso il cantiere di Amir per fare un favore a quest'ultimo, in quanto voleva mettersi in affari con lui per poter avere una percentuale sui guadagni delle sue costruzioni. Nel frattempo però, nel tentativo di mantenere un rapporto di "amicizia" con Dwayne, Playboy pagherà Niko per farlo lavorare anche per il suo vecchio mentore in modo da fingere una falsa lealtà nei suoi confronti. Quando Dwayne comincerà a danneggiare i suoi affari, tuttavia, Playboy non ci penserà due volte a chiedere a Niko di ucciderlo, nonostante un tempo fosse il suo migliore amico. Playboy non proverà alcuna pietà verso Dwayne, a differenza di quest'ultimo che lo considerava un fratello. Il giocatore potrà decidere se obbedire a Playboy e far sì che Niko uccida Dwayne o se eliminare invece proprio Playboy (il cui omicidio ci verrà commissionato dallo stesso Dwayne, che aveva scoperto che Playboy aveva intenzione di farlo ammazzare). Se Niko ucciderà Dwayne, Playboy continuerà a comportarsi da ipocrita dicendo di non voler avere più niente a che fare con lui poiché uccidendo il suo mentore ha dimostrato di essere un tipo freddo e senza cuore, nonostante sappia benissimo di essere stato lui a commissionare tale omicidio e che Niko era riluttante ad accettare. Nonostante ciò soddisfatto del suo operato, Playboy pagherà Niko ben 25000 dollari solo per l'assassinio di Dwayne. In alternativa, Playboy muore nella missione “The Holland Play” ucciso da Niko commissionato a sua insaputa da Dwayne. Scegliendo di uccidere Playboy, lo si troverà in compagnia di alcuni membri della sua gang che gli faranno da guardie del corpo. Bisognerà eliminare loro, oppure evitarli, per lanciarsi all'inseguimento di Playboy che si darà ad una rocambolesca fuga scappando dalla scala antincendio del suo attico dalla quale salterà sul tetto del grattacielo adiacente, per poi scappare per le scale del palazzo e infine in strada. Malgrado Playboy chiami ulteriori rinforzi della sua gang, Niko riuscirà ad eliminare i suoi uomini e a mettere poi alle strette lo stesso Playboy in un vicolo. Niko ucciderà Playboy sparandolo alla gola, ma non prima di avergli fatto capire che contrariamente a quello che lui pensava, non era stato lui a cambiare il "gioco" (rappresentato da soldi ed azioni criminali), ma che era stato il gioco a cambiare lui. Dopo la morte di Playboy, Dwayne regalerà a Niko l'attico di Playboy, che in precedenza apparteneva a lui (dove è anche possibile sbloccare gli abiti di Claude Speed, protagonista di GTA III). Playboy X è schedato dalla polizia per furto con scasso e possesso di cocaina. La sua voce è di Postell Pringle.

### Dwayne Forge
Il migliore amico nonché mentore di Playboy X, lo si incontrerà la prima volta a casa di quest'ultimo infatti. Fu Dwayne, ad introdurre Playboy nel giro dello spaccio e ad insegnargli a trattare affari di droga. Dwayne è un afroamericano di grossa statura ritenuto un pericoloso criminale e spacciatore, nonché il fondatore dei North Holland Hustlers. Guadagnava molti soldi in passato grazie allo spaccio di Crack della gang, molto diffuso negli anni novanta, affermando tuttavia di non aver mai fatto uso di tale droga malgrado la spacciasse per far soldi. Dopo il suo arresto cedette il controllo del giro dello spaccio di North Holland e della gang all'amico Playboy X, inizialmente grato a Dwayne al punto da andargli spesso a fare visita in carcere (come veniamo a sapere nel database della polizia). Iniziando a fare i soldi e ad avere successo, tuttavia, Playboy iniziò a tenere sempre meno in considerazione Dwayne fino a smettere del tutto di fargli visita in galera. Quando Dwayne esce di prigione, Playboy gli volterà le spalle, dapprima ignorandolo e poi rifiutandosi di cedergli la leadership della gang che gli aveva affidato anni prima, pagando inoltre Niko per aiutare Dwayne al posto suo. Dwayne diventerà subito simpatico a Niko, che dirà che la storia di Dwayne gli ricorda la sua. Svolgendo varie missioni per Dwayne, Niko finirà col danneggiare gli affari di Playboy per favorire quelli di Dwayne uccidendo dei soci di Playboy che si erano appropriati di uno Strip Club precedentemente gestito da Dwayne. Per questo motivo Playboy chiederà a Niko di ammazzare Dwayne, nonostante un tempo fosse il suo migliore amico nonché mentore. Niko non accetterà subito in quanto sarà restio ad eliminare Dwayne che era stato già tradito oltre che da Playboy anche da molti dei suoi vecchi amici e persino dalla sua ragazza, Cherise. Intuendo che Playboy stava per ucciderlo, Dwayne telefonerà a Niko chiedendogli di uccidere Playboy prima che egli facesse la sua mossa. Dwayne si dimostrerà tuttavia riluttante e dispiaciuto di dover commissionare l'omicidio del suo migliore amico, a differenza di Playboy. Il giocatore potrà scegliere se aiutare Dwayne uccidendo Playboy, sapendo di non venire retribuito o se uccidere invece Dwayne per ricevere il compenso in denaro promesso da Playboy per la sua uccisione. Se si uccide Dwayne, Niko provando pena per la sua vittima non avrà nemmeno il coraggio di guardarlo mentre preme il grilletto della sua pistola per ucciderlo. Playboy darà tuttavia l'alto compenso in denaro stabilito a Niko ma gli dirà di non voler più lavorare con lui accusandolo di essere un tipo freddo e spietato. Alternativamente, uccidendo Playboy X, Niko non otterrà denaro da Dwayne, essendo quest'ultimo molto povero, ma alla fine l'uccisione di Playboy si rivelerà comunque più vantaggiosa in quanto Niko otterrà l'amicizia di Dwayne, l'attico dove abitava Playboy come rifugio e avrà accesso al suo vestiario (ovvero l'abito speciale di Claude Speed di Grand Theft Auto III). Ottenendo l'amicizia di Dwayne, Niko potrà uscire con lui chiamandolo col cellulare per svolgere diverse attività, durante le quali si potranno scoprire molti dettagli interessanti circa la sua vita come della sua infanzia difficile, di come divenne uno spacciatore, del periodo della sua reclusione in carcere e del fatto che prova rimorso per aver commissionato l'omicidio del suo ex migliore amico Playboy X, nonostante sapesse che questi lo volesse uccidere. Dwayne è disponibile dalla 12 fino alle 4 di notte e con lui si possono svolgere tutte le attività tranne "Freccette" e "Guardare uno Spettacolo". Inoltre essendo tornato ad essere il leader dei North Holland Hustlers dopo la morte di Playboy X, Dwayne potrà mandare la sua gang ad aiutare Niko quando questi richiederà il suo aiuto tramite il cellulare ma solo se si ottiene più del 75% della sua simpatia. Per ottenere l'abilità speciale di Dwayne bisogna contattarlo col cellulare e scegliere "Rinforzi". I suoi scagnozzi potranno fornire a Niko anche un mezzo per la fuga quando arriveranno ad aiutarlo e ciò può rivelarsi molto utile durante alcune missioni e inseguimenti con la polizia. Dwayne è schedato per molti crimini nel database dell'LCPD tra i quali: rapina a mano armata, possesso di cocaina, evasione fiscale e spaccio di crack. Il doppiatore di Dwayne è Devin Richards.

### Charlie
È il nome fittizio di un uomo orientale che si fingerà interessato a comprare l'eroina di Johnny Klebitz mettendosi in contatto con Elizabeta Torres. In realtà si scoprirà essere un agente in incognito dell'antidroga dell'LCPD che collabora con l'FIB per sgominare i Lost MC (la gang di Johnny) ed arrestare Elizabeta. Durante l'affare dell'eroina, Charlie si comporterà subito in modo strano e rivelerà presto la sua vera identità, facendo intervenire gli agenti della N.O.O.S.E. (la polizia speciale, ovvero la SWAT del gioco). Viene ucciso da Niko e Playboy X. Il suo doppiatore è James Yaegashi.

### Marlon Bridges
È un afroamericano membro dei North Holland Hustlers. Per motivi non chiarissimi, Playboy X commissionerà il suo omicidio a Niko. In base alla storia che porterà alla missione "The Holland Play" si intuisce che Playboy ha probabilmente fatto uccidere Marlon, perché questi lo riteneva un traditore per il modo in cui trattava Dwayne, il precedente capo della gang. Marlon è schedato dall'LCPD per possesso di crack a fine di spaccio e aggressione. Il suo doppiatore non è noto.

### Cherise Glover
L'ex ragazza di Dwayne. Una formosa ed intrigante afroamericana che si innamora sempre di spacciatori e criminali. Tradisce Dwayne mentre lui è in galera e lo lascia per Jayvon, un altro spacciatore. Dwayne chiede a Niko di farsi restituire i soldi che le ha prestato mentre era in galera, ma questi soldi ce li ha Jayvon ora. Il giocatore potrà decidere di far eliminare Cherise da Niko sparandole in fronte, per vendicare il torto che ha fatto a Dwayne o risparmiarla e uccidere solo Jayvon. Risparmiandola, Dwayne si dirà contento, in quanto nonostante tutto sembra avere ancora dei sentimenti per Cherise. Risparmiando Cherise inoltre, la si può incontrare ancora a Northwood come personaggio casuale: vi chiederà di aiutarla a lasciare il suo nuovo fidanzato, un altro criminale di basso rango che la picchia. Aiutandola si potrà decidere se uccidere il suo nuovo fidanzato per assicurarsi che non la picchi più, o se picchiarlo fino a quando lui prometterà di non farle più del male. Uccidendo il nuovo ragazzo di Cherise, lei rimarrà scontenta e scapperà via da Niko considerandolo pericoloso, mentre nel secondo caso lasciandolo in vita, Cherise ringrazierà Niko e si congederà semplicemente da lui. Cherise è schedata dalla polizia di Liberty per possesso di materiale rubato. La sua doppiatrice è Ja'Tovia Gary.

### Jayvon Simson
È uno spacciatore che comprava la droga da Dwayne prima del suo arresto e che, secondo Dwayne, ha testimoniato contro di lui con la polizia per evitare la galera. È il nuovo fidanzato di Cherise, l'ex ragazza di Dwayne, e Jayvon la usa per sperperare tutti i soldi che Dwayne le ha fatto avere quando è stato arrestato. Rifiutandosi di ridare i soldi di Cherise a Dwayne, Jayvon scapperà in moto e verrà ucciso da Niko che gli ruberà il portafoglio, consegnandolo poi a Dwayne come avevano stabilito in precedenza. Jayvon è schedato dall'LCPD per due volte consecutive per spaccio di Crack, una per aggressione ad un agente di polizia e per evasione fiscale. Il suo doppiatore non è accreditato.

### Jose Trunchez
Jose è il maggiore dei fratelli Trunchez, noti criminali ispanici membri degli Spanish Lords che facevano affari con Playboy X, il quale ha venduto loro il Triangle Club, il locale di striptease di Bohan in precedenza gestito dai North Holland Hustlers e da Dwayne Forge. Approfittando del fatto che Dwayne fosse incarcerato, Playboy ha venduto la gestione del locale ai fratelli Trunchez e agli Spanish Lords per guadagnarne un grande profitto grazie al compromesso di ricevere costantemente parte dei loro profitti sulle lap dance. Dwayne racconterà tutto ciò a Niko, il quale deciderà di aiutarlo a riprendersi il locale eliminando i criminali che se ne sono impossessati, ovvero Jose e i suoi fratelli. Durante la missione "Undress to kill", se Jose sarà il primo a venire ucciso, egli verrà eliminato da Niko dopo essere stato colto di sorpresa nella zona privé del Triangle Club mentre era intento a contare i soldi guadagnati dal locale. Altrimenti cercherà di darsi alla fuga e per ucciderlo bisognerà inseguirlo. L'omicidio di Jose e dei suoi fratelli, e la conseguente perdita dei guadagni relativi al club, porterà Playboy X a vedere Dwayne come un pericolo verso i suoi affari e ciò porterà agli eventi della missione "The Holland Play" dove si dovrà decidere dalla parte di chi dei due schierarsi. Il doppiatore di Jose non è noto.

### Javier Trunchez
Altro gestore del Triangle Club, su commissione di Dwayne, viene ucciso da Niko proprio nel suo locale insieme ai suoi fratelli, durante la missione "Undress to kill". Nel caso si uccida prima Jose, Javier si darà alla fuga lasciando le sue guardie del corpo e i suoi scagnozzi ad affrontare Niko, ma verrà ucciso comunque da quest'ultimo. Prima di iniziare la sparatoria nel club lo si può udire mentre parla con una spogliarellista del suo locale, e durante la conversazione egli si irriterà molto quando ella pronuncerà il suo nome con un accento sbagliato. Il suo doppiatore non è noto.

### Jesus Trunchez
Jesus è l'ultimo dei fratelli Trunchez, e quindi dei gestori del Triangle Club, che Niko ucciderà su commissione di Dwayne durante la missione "Undress to kill". Nel caso sia lui l'ultimo a dover essere eliminato, Jesus tenterà una disperata fuga dal locale riuscendo a scappare in macchina assieme ad uno dei suoi fratelli superstiti, Jose o Javier, ma alla fine i fratelli Trunchez verranno comunque tutti fermati e uccisi da Niko. Un loro particolare è che tutti e tre hanno un nome che inizia con la lettera "J", Jose, Javier, e Jesus. Jesus lo si può trovare nel privé del club dove si stava facendo fare una lap dance per "testare" l'abilità di una nuova spogliarellista. Il suo doppiatore non è noto.

### U.L. Paper
È un uomo di mezza età, membro importante di un'agenzia governativa anti terrorismo. Egli è un agente corrotto che tramite ricatti e compromessi fa lavorare per lui criminali ed ex soldati, per raggiungere più facilmente i fini della sua agenzia governativa. Sarà subito a conoscenza dello sbarco di Niko in America e lo farà tenere sotto controllo da Michelle per poterlo poi assoldare come suo sicario. Quest'uomo, usa come copertura un ufficio dello United Liberty Paper, un giornale locale per il quale finge di lavorare ma che in realtà sfrutta solo per incontrarsi con Niko lontano da occhi indiscreti. Non rivelando mai il suo vero nome e nemmeno l'agenzia governativa per la quale lavora, Niko memorizzerà il suo contatto nella rubrica del suo cellulare come U.L. Paper. Niko dovrà svolgere una serie di missioni volte a sventare piani terroristici ed eliminare persone "scomode" al governo Americano, per conto di U.L. Paper. In cambio di ciò, quest'uomo sfrutterà la sua influenza nell'agenzia governativa per la quale lavora per insabbiare e coprire i crimini compiuti da Niko, oltre a fornirgli la cittadinanza Americana. È Michelle, dopo aver rivelato il suo doppio gioco, che introdurrà Niko a U.L. Paper. Dopo varie missioni svolte per lui, Niko chiederà a U.L. Paper di rintracciare e consegnargli Darko Brevic, il traditore del suo plotone, nonché l'uomo che è deciso ad uccidere. U.L. Paper soddisfatto del lavoro di Niko per la sua agenzia, deciderà di aiutarlo consegnandogli Brevic dopo averlo individuato e fatto rapire a casa sua a Bucarest. U.L. Paper manterrà sempre il segreto circa l'agenzia per cui lavora così come sulla sua vera identità, fornendo talvolta dei dettagli a Niko sulla sua vita privata ma senza confermare mai nulla. Sembra conoscere benissimo tutta la storia di Niko, della sua partecipazione nella guerra in patria, del vero motivo del suo trasferimento a Liberty City e dei molti omicidi da lui compiuti in città. Per tale motivo, a Niko, sembrerà un tipo pericoloso e influente. Se si raggiunge il massimo livello di sospetto, ovvero sei stelle, dopo aver conosciuto U.L. Paper e prima della missione "That Special Someone", nel caso si riesca a fuggire dalla polizia, è possibile ottenere una speciale telefonata di U.L. Paper nella quale quest'ultimo suggerirà a Niko di "darsi una calmata". Dopo aver ucciso o meno Darko Brevic, U.L. Paper invierà un'ultima e-mail a Niko nella quale gli consiglierà di abbandonare il mondo della criminalità, in quanto la loro collaborazione è finita e la sua agenzia non coprirà più i suoi crimini, come aveva fatto fino a quel momento. U.L. Paper compare nuovamente anche in Grand Theft Auto V dove ci viene fatto capire che lavorava per l'agenzia della IAA (la CIA nel mondo di Grand Theft Auto). Nel suddetto gioco può venire ucciso da Micheal, uno dei protagonisti di GTA 5, durante un conflitto a fuoco tra FIB e IAA nella missione "La Resa Dei Conti". Il suo doppiatore è Milton James.

### Oleg Minkov
È un terrorista straniero, di cui U.L. Paper commissionerà a Niko l'uccisione. È un tipo paranoico, e che sembra avercela a morte con il governo americano. La sua voce non è accreditata.

### Adam Dimayev
Un altro terrorista che U.L. Paper ordinerà a Niko di trovare ed uccidere. Si farà proteggere da diversi scagnozzi e se sarà l'ultimo a dover venire eliminato, il giocatore potrà decidere di risparmiarlo disobbedendo così a U.L. Paper ma senza farglielo sapere. Alternativamente Adam verrà ucciso da Niko. Risparmiarlo o meno non influirà sugli eventi della storia. Adam è schedato per furto d'auto dalla polizia di Liberty City. Il suo doppiatore non è noto.

### Francis McReary
Il corrotto vicecommissario di polizia. Secondo dei fratelli McReary dai quali viene chiamato "Frankie" o "Frankie Boy". Complice di criminali, magnaccia e spacciatori, e allo stesso tempo in corsa per diventare commissario. Si è auto-convinto di essere una brava persona nonostante i suoi crimini, che nasconde con tutte le sue forze. Essendo un poliziotto Francis è in pessimi rapporti con quasi tutti i suoi fratelli criminali, però sembra essere molto legato alla madre e in una missione lo si sente parlare a telefono con lei assicurandole di essere sempre stato "un bravo ragazzo". Niko lo incontrerà per la prima volta a Bohan mentre egli stava parlando con Manny Escuela al suo centro ricreativo dove i due stavano registrando un'intervista per il film di Manny riguardante "la vita di strada". Niko cercherà di non dare nell'occhio temendo che Francis, essendo un poliziotto, possa indagare su di lui ed in effetti le sue preoccupazioni si dimostreranno fondate visto che Francis, non molto tempo dopo, tramite alcune indagini da lui condotte, riuscirà a collegare Niko all'omicidio di Mikhail Faustin ed userà questo pretesto per costringere Niko a lavorare per lui con il compromesso di insabbiare il caso che lo vedeva come il maggior indiziato per l'omicidio di Faustin. Francis contatterà Niko anonimamente all'inizio e poi ne approfitterà per commissionargli una lunga serie di omicidi di criminali suoi complici che potrebbero testimoniare contro di lui in caso di arresto ma anche di altre persone venute in qualche modo in possesso di informazioni incriminanti su di lui. Pertanto sarà subito antipatico a Niko, che non sopporterà di dover scendere a patti con un poliziotto corrotto ne l'ipocrisia di Francis, il quale tuttavia pagherà Niko ben 5000 dollari per ogni uccisione da lui commissionata. Ad un certo punto, venuto a sapere del ritorno di Derrick a Liberty City, conoscendo i vizi di droga del fratello, Francis si preoccuperà che Derrick possa vendere ai giornalisti delle informazioni compromettenti sul suo conto per avere i soldi necessari a comprarsi le sue dosi giornalieredi eroina. Non volendo correre tale rischio Francis commissionerà a Niko l'omicidio del fratello dicendo addirittura che uccidendolo gli farebbe solo un favore poiché risparmierebbe a Derrick le sofferenze della sua vita. Il giocatore potrà decidere tuttavia di disobbedirgli facendo in modo che Niko spari e uccida Francis, con il suo fucile, invece che Derrick. Alternativamente decidendo di obbedire a Francis, per l'uccisione di Derrick, Niko riceverà il compenso di ben 10000 dollari (non uccidendo subito Derrick, e chiamando Francis al cellulare mentre questi è intento a parlare con il fratello sulla panchina, si può inoltre fargli alzare la posta promessa fino a 20000 dollari). Dopo aver assassinato Derrick, inoltre, Niko ne approfitterà per ribaltare la situazione e ricattare a sua volta Francis minacciandolo di rivelare i suoi crimini a meno che egli non allenti i controlli della polizia quando Niko si ritroverà a essere ricercato, e quindi da quel momento in poi si potrà usufruire dell'abilità speciale di Francis, facendogli azzerare il livello di sospetto di Niko quando non si avranno più di tre stelle, dopo aver chiamato Francis e aver selezionato "Azzera livello di sospetto". Per l'uccisione di Derrick, Niko riceverà come compenso, da Francis, anche il sito del database della polizia, dove potrà informarsi su tutti i criminali schedati dal LCPD. Ciò si rivela utile per scoprire tanti particolari interessanti circa la fedina penale di molti personaggi del gioco ed il loro Stato attuale (se sono vivi, scomparsi, deceduti o in custodia). Il doppiatore di Francis è Thomas Lyons.

### Patrick McReary
Chiamato dai familiari e dagli amici con l'abbreviativo "Packie" è un giovane criminale cocainomane di origini irlandesi. Packie è membro della mafia irlandese dei McReary che attualmente lavora per i Pegorino, una malavita italiana di Alderney. Packie è quindi spesso alle dipendenze di Ray Boccino, un mafioso dei Pegorino, sebbene dica di non fidarsi affatto di Boccino definendolo un tipo losco ed avido. Packie era solito comprare cocaina da Elizabeta Torres prima dell'arresto della spacciatrice e di tanto in tanto lavorava anche per lei a Bohan in alcuni affari di droga, infatti è proprio a casa della spacciatrice che Niko lo incontrerà per la prima volta. Successivamente Packie contatterà Niko e lo pagherà per lavorare con lui e con la mafia Irlandese dei McReary in diverse attività criminali anche per conto della famiglia Pegorino. Packie diverrà subito simpatico a Niko ed i due diverranno anche buoni amici, oltre a lavorare insieme in più affari, tra cui un'importante rapina alla Bank of Liberty. Packie presenterà Niko anche alla sua famiglia, ed in particolare ai fratelli: Gerald e Derrick, altri membri della mafia Irlandese, il primo verrà arrestato per racket durante il corso del gioco mentre al giocatore toccherà decidere delle sorti del secondo. Packie presenterà Niko anche a sua madre e a sua sorella Kate, la quale dimostrerà subito una certa simpatia per Niko. Più tardi nel gioco, Niko conoscerà anche un altro fratello di Packie, il vicecommissario, Francis McReary, per il quale Niko lavorerà e che potrebbe decidere di eliminare in alternativa a Derrick nella missione''Blood Brothers''. In Grand Theft Auto IV si potrà far uscire Niko con Packie dopo aver ottenuto la sua amicizia e con lui si potranno svolgere tutte le attività tranne "Mangiare". Nel database della polizia in Grand Theft Auto IV scopriamo che Packie ha ventinove anni e che è stato arrestato diverse volte anche in giovane età per svariati crimini tra cui furto d'auto, assalto a portavalori e possesso di cocaina. È disponibile dopo le due del pomeriggio e fino alle 6 del giorno dopo. Ottenendo più del 75% della simpatia con lui Packie dirà di avere un contatto che potrà fornire una bomba che Niko può innescare sotto un qualsiasi veicolo, ogni volta che il giocatore lo richiederà telefonandolo e selezionando "Bomba". Uscendo con Packie abbastanza a lungo, quest'ultimo si aprirà sempre di più con Niko raccontando storie della sua difficile infanzia e dei problemi che ha avuto con la sua famiglia, in particolare con i suoi fratelli e suo padre. Nell'ultima conversazione con Packie, egli rivelerà a Niko un fatto di cui dirà di non aver mai parlato a nessuno, ovvero di come suo padre abbia abusato di lui e Gerald durante la loro adolescenza e si sia poi tolto la vita per il rimorso, sebbene Packie dica di non essere del tutto sicuro che suo padre si sia davvero suicidato, avendo alcuni sospetti riguardo al fatto che in realtà Gerald stesso abbia ucciso loro padre, una volta cresciuto e diventato abbastanza grande da ribellarsi a lui. Alla fine della storia, durante i titoli di coda, si vede Packie all'aeroporto con una valigia il che lascia intendere che abbia deciso di andarsene da Liberty City (probabilmente per far perdere le proprie tracce ed evitare di venire anch'egli arrestato dall'LCPD come il fratello Gerald) ed infatti Packie ricompare come personaggio minore in Grand Theft Auto V nella città di Los Santos, nello Stato di San Andreas, dove sarà uno degli sgherri utilizzabili nelle rapine dai tre protagonisti principali del gioco. In tutti i giochi in cui compare la voce di Packie è di Ryan Johnston.

### Kate McReary
Kate è la sorella minore di Packie, ci viene presentata durante la prima missione svolta per suo conto. Viene descritta dal fratello come una suora, essendo una ragazza ancora vergine, casta e che non esce molto. Packie è molto geloso di lei e all'inizio non vedrà di buon occhio la simpatia che la sorella prova per Niko, ma alla fine preoccupato del fatto che Kate possa essere triste non avendo amici e uscendo raramente, Packie deciderà di chiedere a Niko di farle compagnia e di uscire con lei ogni tanto, e così Kate stringerà un buon rapporto di amicizia con Niko. In realtà entrambi si innamoreranno subito l'uno dell'altra, ma lei sarà restia a fidanzarsi ufficialmente con lui per paura di perderlo visto il suo “lavoro” di criminale. A differenza dei fratelli, infatti, Kate è molto buona. Nella storia del gioco, Kate sarà l'unica ragazza alla quale Niko si affezionerà sul serio, trattando tutte le sue altre possibili relazioni in maniera molto superficiale. Se il giocatore uscirà di frequente con lei sarà possibile notare come durante le loro uscite Kate e Niko si conosceranno sempre meglio, stringendo sempre più un forte legame. Se si sceglie il finale “Vendetta”, Kate deciderà finalmente di iniziare una relazione sentimentale con Niko, dopo che quest'ultimo le dirà di aver deciso di cambiare vita per lei. I due si recheranno poi al matrimonio di Roman come coppia, ma la loro felicità durerà ben poco, in quanto Kate verrà uccisa proprio in questa occasione, dal boss mafioso Jimmy Pegorino, che era intenzionato a vendicarsi di Niko per un affare da lui rovinato. Quando si eliminerà Pegorino per vendicare la morte di Kate, egli in punto di morte dirà che in realtà il suo obbiettivo era di uccidere lo stesso Niko. Scegliendo il finale “Affare”, invece, Kate deciderà di chiudere ogni rapporto con Niko, poiché questi non avrà dato retta ai suoi consigli di cambiare vita e non andrà assieme a lui al matrimonio di Roman. In questo finale, infatti, sarà proprio Roman a venire ucciso da un sicario di Dimitri Rascalov. Dopo la morte di Roman, Kate dirà di voler star vicina a Niko, ma dopo la fine del gioco non risponderà mai alle sue chiamate e alla fine gli invierà un'e-mail di addio, nella quale si scuserà per il suo comportamento ma gli scriverà di non poter più continuare a frequentarsi con lui, in quanto non approva la sua scelta di vita, quella del criminale e di voler rifarsi una vita lontana da pericoli e dalla sua stessa problematica famiglia. Durante il gioco è possibile uscire con lei dopo che Packie fornirà a Niko il suo numero e con lei si può svolgere ogni tipo di attività tranne "Guardare uno spettacolo" e "Strip Club". È disponibile dalle 9 di mattina fino alle 23 di notte, ma solo fino alla missione "One Last Thing". Kate è la più giovane dei fratelli McReary avendo ventotto anni, come viene detto alla radio del gioco nella notizia riguardante la sua morte (solo nel finale "Vendetta"). La sua doppiatrice è Mary Donnelly

### Sig.ra McReary
La madre dei fratelli McReary, molto religiosa, e affettuosa con tutti i suoi figli. Soffrirà molto quando alcuni di loro verranno a mancare. Sembra che Niko le stia simpatico, in quanto vorrebbe che si fidanzasse con la figlia, Kate, che a sua detta non riesce a trovare un uomo. Nel database della polizia scopriamo che il nome della madre dei fratelli McReary è Maureen e che da giovane, negli anni cinquanta e sessanta fu schedata dalla polizia per complicità in un omicidio commesso dal padre avendolo aiutato a nascondersi mentre era ricercato dalla polizia. Da adulta invece Maureen era occasionalmente vittima di violenza domestica da parte del marito, ma sul database della polizia vi è scritto che lei si rifiutò sempre di sporgere denuncia nei suoi confronti. La sua doppiatrice è Doris Belack.

### Derrick McReary
Il maggiore dei fratelli McReary. Un eroinomane ex combattente per la libertà. Da poco tornato dall'Irlanda dove si era trasferito anni a dietro dopo aver testimoniato con la polizia contro due suoi complici: Bucky Sligo e Aiden O'Malley. Tornato a Liberty parteciperà alla rapina in banca effettuata da Packie, Niko e Saint Michael su commissione di Gerald. Derrick è come tutti i suoi fratelli un accanito bevitore, tanto che nel pub di Dukes vi è un quadro che lo ritrae. Derrick passa le sue giornate a vagabondare in un parco di Alderney sotto l'effetto di droghe e alcool. Packie chiederà a Niko di aiutarlo e si verrà a sapere che Derrick è depresso poiché ha paura che i suoi vecchi complici, Sligo e O'Malley, possano vendicarsi contro di lui, e pertanto commissionerà gli omicidi dei due a Niko. Ad un certo punto, Francis, il fratello, temendo che Derrick possa testimoniare contro di lui, commissionerà l'omicidio di Derrick proprio a Niko. Tuttavia intuiti i suoi piani, Derrick chiederà la stessa cosa a Niko nei confronti di suo fratello e il giocatore dovrà dunque scegliere chi dei due fratelli McReary risparmiare e chi uccidere. La scelta più morale sarebbe quella di risparmiare Derrick e uccidere il corrotto vicecommissario di polizia, Francis, tuttavia con questa scelta non si ottiene alcuna ricompensa. Se invece il giocatore deciderà di obbedire a Francis, Derrick verrà ucciso da Niko durante la missione Blood Brothers ed il giocatore otterrà un grande compenso in denaro, l'abilità di far azzerare il proprio livello di sospetto da Francis se è inferiore alle tre stelle e la possibilità di accedere al database della polizia che Francis fornirà a Niko via e-mail. Nel database della polizia scopriamo che Derrick ha cinquantadue anni ed è stato schedato per disturbo della quiete pubblica, possesso di esplosivi, possesso di cocaina e resistenza all'arresto. In Grand Theft Auto V, Packie afferma che suo fratello Derrick è ormai morto da tempo il che potrebbe far pensare che la scelta canonica di Niko sia quella di uccidere lui invece che Francis. La sua voce è di George Feaster.

### Gerald McReary
Fratello maggiore di Packie e Kate, e terzogenito dei fratelli McReary. Spesso chiamato "Gerry" dagli amici, è il boss della ormai decadente malavita irlandese dei McReary. Per tenere a galla la sua malavita attualmente è costretto a lavorare per i Pegorino, la mafia italiana di Alderney. Inizialmente Gerry sarà molto diffidente nei confronti di Niko, ma col passare del tempo lo prenderà sempre più a ben volere, fino a commissionargli alcune missioni importanti per conto dei Pegorino. Anche se la sua mafia è ormai decaduta e perciò costretta a lavorare per i Pegorino, ogni tanto Gerry riesce ad organizzare dei colpi per conto proprio, come la rapina ad un'importante filiale della Bank of Liberty, e il rapimento di Gracie Ancelotti. Il rapimento della ragazza verrà organizzato da Gerry dopo essere venuto a sapere che Gay Tony, amico della famiglia degli Ancelotti, era in possesso di alcuni diamanti dal valore di 2 milioni di dollari. Tali diamanti saranno infatti l'obiettivo di Gerry per riportare in vita la sua mafia. Tuttavia egli verrà arrestato per racket ed estorsione ed imprigionato nel carcere di massima sicurezza di Alderney, prima di poter organizzare il rapimento di Gracie. Sarà perciò costretto dal penitenziario a commissionare il rapimento della figlia del boss degli Ancelotti a Niko e Packie, facendo richiedere ai due i diamanti come riscatto. Pur di riavere sua figlia, il boss degli Ancelotti ordinerà a Gay Tony e a Luis Lopez di consegnare i diamanti a Niko e Packie, che tuttavia non riusciranno ad appropriarsene a causa dell'intromissione di Ray Bulgarin, il quale affermerà che i diamanti appartenevano inizialmente a lui. Al termine della missione, si scopre che Gerald è stato condannato a numerosi anni di galera, seppur non, a quanto sembra, all'ergastolo. Nel database della polizia scopriamo che Gerald ha trentacinque anni e che è schedato per numerosi crimini, tra cui aggressione, furto, rapina, estorsione e persino per aver imbrogliato nelle scommesse sulle corse dei cani. Il suo doppiatore è PJ Sosko.

### Gordon Sargent & “Saint” Michael Keane
Sono due sicari e amici fidati di Gerald e Packie McReary e quindi membri della mafia irlandese. Li si incontrerà per la prima volta durante la seconda missione svolta per conto di Packie, dove aiuteranno quest'ultimo Niko a rapinare gli Ancelotti. Michael, soprannominato dai McReary "Saint" ovvero "il Santo", sembra essere il braccio destro di Packie sebbene venga spesso preso in giro sia da lui che da Gerald. I McReary faranno partecipare Michael anche al colpo della rapina in banca dove egli verrà tuttavia ucciso da uno degli ostaggi. Dopo la sua uccisione, Packie affermerà di essere dispiaciuto per la morte di Michael, dicendo che nonostante lo maltrattasse in continuazione, era uno dei suoi migliori amici. Gordon invece lo si incontrerà nuovamente e si occuperà di tenere prigioniera Grace Ancelotti in un appartamento di Alderney, dopo che Niko avrà rapito la ragazza per conto della mafia irlandese. Nel gioco vengono rivelati alcuni dettagli sulla vita di questi due personaggi come il fatto che Gordon abbia problemi con degli allibratori a causa del gioco d'azzardo e che i genitori di Saint Michael sono fratello e sorella, cosa per cui i fratelli McReary lo prendevano in giro. Gordon è schedato dall'LCPD per possesso di mercanzia rubata, furti minori, scommesse illegali e sequestro di persona, mentre Michael è schedato per furto aggravato e rapina a mano armata. La voce di Gordon è di David Conley mentre quella di Michael è di Pete O'Connor.

### Eugene Reaper
È il coraggioso ostaggio che durante la rapina in banca effettuata da Niko e dai McReary riuscirà ad uccidere uno dei rapinatori. Il suo nome non viene menzionato ma compare su internet (nel gioco) nelle notizie riguardanti la rapina. Lo si vedrà parlare con Luis Lopez, e subito dopo sparerà con una pistola contro "Saint" Michael uccidendolo. Ciò gli costerà caro, infatti verrà subito dopo ucciso a sua volta da Packie e Derrick che lo ammazzeranno con svariati colpi di fucile per vendicare la morte di Saint Michael. Eugene Reaper aveva già fatto una breve apparizione nel gioco durante la missione "Wrong is Right" dove lo si vedrà fuori dall'ufficio di U.L. Paper intento a litigare con qualcuno parlando a telefono. Compare insieme a Luis Lopez anche nel filmato iniziale di Grand Theft Auto IV: The Ballad of Gay Tony, che ripropone quanto accaduto nella missione della rapina in banca, "Three Leaf Clover" mostrando quindi il tentativo di Eugene di fermare la rapina e il suo conseguente decesso per mano di Packie e Derrick. Il suo doppiatore è Michael Bower.

### Tony Black
Il cui vero nome è Anthony Spoleto, è un mafioso di rilievo della famiglia Ancelotti che fa parte del Consiglio di "Cosa Nostra". Il suo omicidio verrà commissionato a Niko da Gerald McReary che a sua volta lavora per i Pegorino, decisi a prendere il posto degli Ancelotti nel consiglio mafioso italoamericano. Il piano dei Pegorino è quello di indebolire gli Ancelotti e di prendere il loro posto nel consiglio, per fare ciò devono creare attrito tra gli Ancelotti ed i loro alleati della Mafia Albanese. Dopo una riunione tra Tony Black e gli Albanesi, Niko commissionato da Gerald attaccherà una bomba sotto la macchina di Black, e quando questi tornerà dagli scagnozzi degli Ancelotti, Niko farà esplodere l'intero loro nascondiglio, uccidendo Black e i suoi complici. L'LCPD ha schedato Black per molti crimini tra cui il dirottamento di un portavalori, per importazione illegale di tabacco, promozione del gioco d'azzardo, omicidio preterintenzionale e racket. Il suo doppiatore non è noto.

### Frankie Garone
Francis, detto Frank o Frankie Garone, è un altro mafioso degli Ancelotti deciso a scoprire l'identità dell'albanese che ha ucciso Tony Black, senza sapere che è stato in realtà Niko a ucciderlo. Dopo essersi vestito con gli abiti indossati dalla Mafia Albanese, Niko ucciderà Garone su commissione di Gerald dopo un inseguimento in moto. I civili che assistono all'omicidio di Garone vedendo Niko vestito come un membro della Mafia Albanese, faranno aumentare la convinzione degli Ancelotti di essere in guerra con gli Albanesi. La polizia di Liberty lo ha arrestato per omicidio preterintenzionale per due volte consecutive e una volta per racket. Il suo doppiatore non è noto.

### Bucky Sligo & Aiden O'Malley
Due complici irlandesi di Derrick, arrestati dopo che Derrick ha patteggiato con la polizia, prima di fuggire in Irlanda. Dopo essere tornato dall'Irlanda Derrick viene a sapere che Aiden O' Malley è rimasto in custodia, mentre Bucky Sligo è a piede libero, e per evitare che questi si vendichi, Derrick commissionerà a Niko il suo omicidio. Dopo essersi finto un poliziotto rubando una volante del LCPD, Niko metterà in fuga Sligo e come richiesto da Derrick lo seguirà fino al suo rifugio dove lo ucciderà insieme ai suoi scagnozzi. Dopo la morte di Sligo, Derrick continuerà a temere che O'Malley per avere una riduzione della pena, possa riferire alla polizia che era proprio lui, Derrick, ad avere un movente per commissionare l'omicidio di Sligo. Per mettere a tacere anche O'Malley, Derrick farà uccidere quindi anche lui da Niko e Packie che attaccheranno il convoglio che stava per trasferire O'Malley al carcere di massima sicurezza di Alderney. Niko e Packie tenderanno un'imboscata ai poliziotti incaricati di trasferire Aiden, ma su suggerimento di Packie, invece di eliminare O'Malley sul posto, i due fingeranno di volerlo fare evadere in modo da depistare le indagini della polizia e non permettere loro di risalire a Derrick per gli omicidi di Sligo e O'Malley. Così dopo averlo portato sulle scogliere di Northwood, al sicuro da occhi indiscreti, Niko e Packie uccideranno Aiden. Il suo cadavere verrà ritrovato dalla polizia solo dopo gli eventi della missione "Blood Brothers", come confermato dalla relativa notizia sul web del gioco. Sligo è schedato dall'LCPD per molteplici crimini quali disturbo alla quiete pubblica, disobbedienza alle autorità, resistenza all'arresto, furto aggravato e due volte consecutive per rapina a mano armata. Aiden è anch'egli schedato per disturbo alla quiete pubblica, resistenza all'arresto e numerose volte per furto aggravato (per i quali stava scontando ancora il carcere). La voce di O'Malley è di Jarlath Conroy mentre quella di Sligo non è accreditata.

### Tom Goldberg
Avvocato di successo e cofondatore dello studio Goldberg, Ligner and Shyster che vuole far causa a Francis McReary, avendo scoperto parte delle sue attività illecite e di vari complotti con alcuni criminali. Francis farà così organizzare a Niko un colloquio per essere assunto nell'agenzia di Goldberg come avvocato, e durante tale colloquio Niko ne approfitterà per uccidere Goldberg su ordine di Francis e rubare anche i documenti della causa contro di lui. Per convincere Niko ad ucciderlo, Francis descrive Goldberg come una persona cattiva e perversa, tuttavia ciò viene smentito dalla segretaria del suo studio legale che dirà a Niko che il signor Goldberg era invece una brava persona, e che nel tempo libero insegnava nuoto ai bambini. Ciò nonostante Niko sarà costretto ad eliminarlo comunque per ordine di Francis. Il suo doppiatore è Jonathan Hanst.

### Clarence Little
Leader della Gang East Holland Hustlers (un set dei M.O.B.), gang venutasi a creare dopo l'arresto di Dwayne Forge. Gli East Holland Hustlers si occupano di droga e prostituzione e sono come i North Holland Hustlers, sotto stretta osservazione da parte dell'FIB e della polizia e per questo motivo Clarence si è di recente messo in contatto con i federali per fornire prove sulla corruzione di alcuni agenti dell'LCPD tra cui Francis McReary, per poter ottenere la libertà vigilata in caso si fosse andato a costituire. Per evitare di finire sotto indagine, Francis commissionerà a Niko l'omicidio di Clarence per metterlo a tacere. Clarence può venire ucciso da Niko in molti modi: sorprendendolo al secondo piano di un palazzo popolare dove stava parlando con alcuni membri della sua gang e usando un fucile di precisione o lanciarazzi per ucciderlo velocemente, oppure inseguendolo e uccidendolo a colpi d'arma da fuoco mentre Clarence tentava di scappare dall'edificio oppure costringendolo alla fuga sul tetto del palazzo popolare nel quale risiedeva per poi giustiziarlo con un colpo alla testa. In quest'ultimo caso il giocatore potrà decidere di risparmiare Clarence dopo che questi implorerà Niko di lasciarlo andare. Oltre a lui Niko dovrà eliminare molti suoi uomini durante la missione "Holland Nights", e successivamente anche il suo socio nonché capo in seconda della gang, in un'altra missione svolta sempre per conto di Francis. Se si è deciso di risparmiare Clarence, sarà possibile incontrarlo ancora come personaggio casuale a East Holland. Incontrandolo di nuovo però, Clarence non si dimostrerà affatto grato a Niko per averlo risparmiato ma tenterà bensì di ucciderlo, per vendicarsi, avendo perso la reputazione a causa di Niko (infatti per essere risparmiato Clarence era arrivato a supplicare Niko quasi piangendo). Per difendersi Niko dovrà ucciderlo e dunque Clarence muore in entrambi i casi sia nel caso si decida di non risparmiarlo durante la missione per Francis sia nel caso lo si risparmi, in quanto verrà ucciso più avanti nel gioco come personaggio casuale. Clarence è schedato dall'LCPD per possesso di eroina a fini di spaccio, promozione della prostituzione e furto. Il suo doppiatore è Jerry Clicquot.

### Ray Boccino
Raymond Boccino, detto Ray, è un membro di spicco dell'organizzazione mafiosa dei Pegorino. È proprietario del ristorante italiano Drusillas, situato nella Little Italy di Algonquin, che utilizza per lo più come copertura per le sue attività malavitose. È infatti solito bazzicare presso il suo ristorante dove passa gran parte del suo tempo a gestire e coordinare gli affari che il boss della Famiglia, Jimmy Pegorino, gli affida. Ray è infatti un uomo d'onore della mafia dei Pegorino, ma spesso fa anche affari in proprio, come quando tenta di rubare dei diamanti da due milioni di dollari (affiderà molte di queste missioni a Niko e Johnny Klebitz). Ray funge inoltre da tramite tra i Pegorino e la manovalanza varia estranea alla Famiglia, specie quella rappresentata dalla mafia irlandese gestita dalla Famiglia McReary (sarà appunto mediante una missione di Packie che Niko avrà modo di conoscere Ray) e dalla banda di motociclisti dei Lost. È un uomo arrogante e senza scrupoli, che mira a diventare il padrino della mafia dei Pegorino scavalcando l'attuale boss Jimmy, fingendo di essergli estremamente leale. Farà rubare dei diamanti posseduti da Tony Prince, ai biker dei Lost (capitanati da Johnny Klebitz) essendo in contatto con i motociclisti grazie alla sua amante, Ashley Butler, una biker dell'omonima gang. In seguito Boccino farà vendere tali diamanti per suo conto da Niko e Johnny ad alcuni criminali di nazionalità ebrea. Tale affare finirà tuttavia in malora a causa di un ragazzo dominicano che lavora per Gay Tony (di nome Luis Lopez), il quale darà il via ad una sparatoria per appropriarsi della mercanzia. Nel successivo alterco, Johnny riuscirà a rubare i soldi che i criminali con i quali Ray si era accordato dovevano consegnare a Niko, mentre i diamanti verranno rubati dal dominicano, con Niko e Ray che rimarranno dunque a mani vuote. Ray per vendicarsi commissionerà una lunga serie di omicidi a Niko tra cui quello del migliore amico di Johnny Klebitz, il biker Jim Fitzgerald e del compratore di diamanti ebreo Isaac. In seguito Boccino presenterà Niko a Phil Bell che dopo averlo fatto lavorare per lui lo introdurrà al boss della famiglia Pegorino, Jimmy, che diverso tempo dopo commissionerà a Niko l'omicidio di Boccino stesso, poiché da lui ritenuto un traditore. Ray viene quindi ucciso da Niko insieme a molti suoi sgherri per ordine di Jimmy Pegorino durante la missione "Pest Control". È curioso come Ray possieda lo stesso cognome di Sergio Boccino, personaggio di Grand Theft Auto: Liberty City Stories anche se i due giochi appartengono a universi differenti. Ray è schedato dalla polizia di Liberty per possesso di materiale rubato, furto aggravato, assalto a portavalori e furto con scasso. Il doppiatore di Ray Boccino è Joe Barbara.

### Ashley Butler
Una biker dei Lost MC, con la quale Johnny Klebitz ebbe una relazione altalenante, a causa della dipendenza dalle metanfetamine della ragazza, che spesso la portò a tradirlo perché sotto l'effetto di droghe. A causa di ciò Johnny decise di troncare una volta e per tutte la sua relazione con Ashley che attualmente è l'amante di Ray Boccino. Tuttavia Ashley è rimasta in buoni rapporti con il suo ex fidanzato Johnny Klebitz, ed è quindi riuscita a convincere lui e gli altri biker dei Lost, a rubare dei diamanti per conto di Boccino. Ashley viene quindi considerata l'intermediaria tra i Lost MC e la Mafia Italiana dei Pegorino sul database della polizia. Ashley potrebbe essere una bella ragazza se il suo viso non fosse sconvolto dalla droga. Lei stessa dice di sentirsi morta dentro a causa degli stupefacenti che assume, ma non riesce a smettere comunque di drogarsi. In Grand Theft Auto 4 appare solo in una missione svolta per Boccino, ma è uno dei personaggi principali di Grand Theft Auto IV: The Lost and Damned e fa una comparsa anche in Grand Theft Auto V. Ashley è schedata dall'LCPD per possesso di cocaina. La sua doppiatrice è Traci Godfrey.

### Teddy Benavidez
Theodore Benavidez è uno dei membri più importanti e forse il vero e proprio leader della gang dominicana di Northwood, essendo protetto da molti membri della gang dai quali viene chiamato col soprannome di T-Dog. La sua gang è spesso in conflitto con i North Holland Hustlers, e proprio per contrastare gli affari degli Hustlers, più influenti di loro nel giro dello spaccio, le gang dominicane hanno richiesto la protezione della Mafia dei Pegorino, pagando costantemente una quota per lo smaltimento dei rifiuti gestito da Ray Boccino. In seguito tuttavia le gang dominicane, su suggerimento di Teddy, hanno smesso di pagare la quota pattuita a Boccino, il quale commissionerà pertanto a Niko l'omicidio di Benavidez. Teddy muore infatti ucciso da Niko che dopo aver fatto strage dei suoi uomini, lo farà cadere dal tetto di un grattacielo di Northwood. Teddy era schedato dalla polizia per possesso di eroina, furto d'auto e aggressione. Il suo doppiatore non è noto.

### Luca, Joe "Tuna" & Johnny "Spaz"
Sono tre sicari di Ray Boccino, i loro veri nomi sono Luca Silvestri, Joe Di Leo e Jonathan Barbosa. Inizialmente Niko viene mandato da Ray a ritirare insieme a loro dei diamanti dal valore di due milioni di dollari che i biker dei Lost avevano nascosto in alcuni bidoni dell'immondizia dopo averli rubati a Tony Prince su commissione dello stesso Boccino. Successivamente però Luca, Tuna e Spaz, cercheranno di ingannare il loro boss e di appropriarsi loro dei diamanti rubati, per poi scappare a Las Venturas. Tuttavia i loro piani falliranno sul nascere in quanto verranno tutti uccisi da Niko, che su ordine di Boccino era stato incaricato di recuperare i diamanti che Luca e i suoi uomini gli avevano rubato. Luca e i suoi scagnozzi sono tutti schedati dalla polizia ognuno per vari crimini tra i quali i più ricorrenti per tutti e tre sono furto, aggressione, rapina e omicidio. La voce di Luca è di Robert Kelly, quella di Tuna è di Pete Pavio, mentre Johnny non parla durante le sue apparizioni.

### Isaac Roth
È un criminale ebreo che contrabbanda gioielli e soprattutto diamanti. Isaac è membro di una Mafia che sembra essere composta esclusivamente da criminali di origini giudaiche, molto simile alla reale malavita conosciuta come Il Sindacato ebraico. È entrato in affari con Ray Boccino ed intendeva comprare da lui i diamanti dal valore di due milioni di dollari, rubati a Tony Prince dai Lost MC. Quando l'affare va male, Isaac tenterà di rubare i diamanti che gli verranno però sottratti durante una sparatoria, iniziata da un dominicano che in seguito si scoprirà essere Luis Lopez. Ritenendo Boccino responsabile dell'affare andato male, Isaac minaccerà di dichiarare guerra aperta tra la sua Mafia e quella dei Pegorino. Tuttavia prima che possa impartire l'ordine ai suoi scagnozzi, Isaac verrà ucciso da Niko nella sua suite privata dell'hotel Majestic, su commissione di Boccino. Isaac Roth sembra essere ispirato al personaggio cinematografico Hyman Roth del film Il padrino - Parte II. Isaac è schedato dalla polizia per possesso di mercanzia rubata, importazione ed esportazione di diamanti e gioielli non registrati. Il suo doppiatore è Modi Rosenfeld.

### Luis Fernando Lopez
È il ragazzo dominicano che incontrerete durante la rapina in banca nella missione "Three Leaf Clover". Qui si limiterà a fare l'ostaggio, ma poi si scoprirà che anch'egli è coinvolto in attività criminali, ed è socio del proprietario di nightclub Anthony “Gay Tony" Prince. Il nome di Luis non viene mai menzionato nel gioco, ma appare solo nei titoli di coda. Luis manderà a monte l'affare dei diamanti di Ray Boccino, rubandoli per conto di Gay Tony, il suo boss. Sarà tuttavia costretto a riconsegnare tali diamanti a Niko e Packie come riscatto, dopo che i due hanno rapito Grace Ancelotti, figlia del boss della famiglia mafiosa con la quale Gay Tony è indebitato. In Grand Theft Auto IV durante la missione "Three Leaf Clover", il giocatore potrebbe anche decidere di uccidere Luis, prima di far scappare Niko dalla banca, ma ciò non cambierà comunque il corso degli eventi della storia del gioco e Luis comparirà comunque nelle missioni seguenti. Luis è inoltre il protagonista di una delle due espansioni del gioco, Grand Theft Auto IV: The Ballad of Gay Tony dove verremo a sapere la sua storia nonché altri particolari interessanti su di lui tra cui il fatto che oltre a lavorare per Gay Tony, ha svolto varie attività criminali per diversi altri eclettici personaggi tra i quali Mori Kibbutz (fratello di Brucie), Ray Bulgarin e Yusuf Amir il multimiliardario imprenditore edile di origini Arabe che veniva di frequente nominato in Grand Theft Auto IV da Playboy X. Luis è schedato nel database dell'LCPD per aggressione, furto d'auto e spaccio di cocaina. Il suo doppiatore in tutti i giochi in cui appare è Mario D'Leone.

### Grace Ancelotti
Chiamata Gracie dagli amici, è la figlia di Giovanni Ancelotti, il boss dell'omonima famiglia nonché membro del Consiglio mafioso italoamericano chiamato “Cosa Nostra”. Pur avendo quasi trent'anni Gracie si dimostra una ragazza decisamente immatura amando divertirsi nei club facendo abuso di narcotici e alcool. Metterà in vendita su internet la sua macchina, una decappottabile rosa, a causa del ritiro della patente proprio per essere stata sorpresa a guidare in stato di ebbrezza. Fingendo di voler acquistare l'auto Niko la rapirà per conto della mafia Irlandese su commissione di Gerald McReary nella missione "I'll take her...". La ragazza si dimostrerà isterica e per niente facile da rapire. Infatti durante la missione, interferirà più volte con i controlli dell'auto tentando di far sbandare Niko in modo da poter scendere dalla macchina. Inoltre se durante il tragitto si dovesse incontrare una macchina della polizia, Grace si alzerà in piedi sulla macchina per farsi notare facendovi ottenere il livello di ricercato. Per riuscire a contenere la ragazza, alla fine Niko sarà costretto a farle perdere i sensi colpendola con un pugno per poi consegnarla a Gordon Sargent incaricato di nascondere Gracie in un vecchio appartamento di un condominio di Alderney. In seguito viene barattata per i diamanti di Gay Tony e rilasciata durante la missione "Diamonds are a girl best friend". Nel periodo in cui sarà sequestrata dai McReary, bisognerà anche scattarle delle foto col cellulare da inviare a suo padre, il boss degli Ancelotti, in modo da fargli capire che la ragazza è stata rapita, in quanto egli credeva invece che sua figlia fosse scappata con un ragazzo. Grace è stata arrestata dall'LCPD due volte per possesso di cocaina e una per guida sotto effetto di stupefacenti (motivo per cui le è anche stata revocata la patente). Ironicamente, Gracie ricompare durante una missione di GTA IV: The Ballad Of Gay Tony, dove viene salvata da Luis e Tony (missione "Diamonds Are Girls' Best Friends" dal punto di vista di Luis); durante la fuga, inizierà ad insultare Luis per vari motivi, facendogli perdere la pazienza e spingendolo a sferrarle un pugno e farle perdere i sensi, similmente a come aveva fatto Niko durante la missione "I'll Take Her". La sua doppiatrice è Rebecca Benhayon.

### Florian Cravic/Bernie Crane
Era uno dei compagni d'armi di Niko durante la guerra scoppiata nella loro patria. Insieme a Niko e Darko Brevic, Florian, fu uno dei tre a sopravvivere quando il loro plotone venne tradito e decimato in un'imboscata nemica. Viene dunque ritenuto il possibile traditore da Niko. Tuttavia si verrà a sapere che non era stato lui a tradire il plotone ma bensì l'altro sopravvissuto, Darko Brevic. Florian una volta sbarcato a Liberty City ha cambiato vita e nome facendosi chiamare Bernie Crane diventando insegnante di palestra e rivelando di essere omosessuale, avendo una segreta relazione con il vicesindaco Bryce Dawkins il quale gli fornisce anche protezione impedendo alla polizia di andare a casa sua per verificare se possieda o meno il permesso di soggiorno. La vita agiata che Bernie ha condotto per anni a Liberty City grazie al suo amante, il vicesindaco e la sua volontà di lasciarsi il passato alle spalle, gli hanno fatto dimenticare gran parte del suo addestramento militare, rendendolo incapace di difendersi da solo dalle persone che lo minacciano. Per questo motivo pagherà Niko per proteggerlo, prima da un omofobo che lo perseguita e poi per aiutarlo a trattare con i ricattatori che minacciano di rendere pubblica la relazione tra lui e Dawkins. Viene anche invitato al matrimonio di Mallorie e Roman, da quest'ultimo, in quanto Florian fu un buon amico d'infanzia dei cugini Bellic. A detta di Niko e di sua madre, Florian da ragazzo, prima della guerra, stava studiando per diventare Pastore sebbene lui volesse invece diventare un wrestler professionista. Florian è stato schedato dal LCPD per prostituzione e possesso di ecstasy. Il suo doppiatore è Timothy J. Alex.

### Phil Bell
Braccio destro di Jimmy Pegorino, e uomo d'onore dell'omonima famiglia. Di origini irlandesi ma cresciuto in italia, Jimmy Pegorino nella missione Pegorino's Pride lo definisce "irlandese al 90%", motivo per cui Jimmy non vuole che Bell possa un giorno sostituirlo in qualità di boss dei Pegorino. Malgrado ciò, Phil è forse l'esponente più importante della mafia dopo il boss Jimmy che infatti, pur asserendo la sua fiducia più totale in lui e nelle sue capacità, dirà che Phil non può aspirare a succedergli alla guida della propria organizzazione, visto che altrimenti finirebbe per farla diventare lo zimbello di tutto il sottobosco criminale italoamericano se ne spalancasse le porte a lui e ad altri irlandesi come "quel chierichetto di Patrick McReary" come afferma Jimmy Pegorino in un dialogo. È proprio però a causa di questa sua posizione tutta particolare in seno all'organizzazione che Phil non gode della buona considerazione di un altro membro di spicco della famiglia, Ray Boccino, col quale ha dunque un rapporto spesso conflittuale, fatto di tentativi continui di screditamento ai suoi danni. Boccino infatti mira a divenire il braccio destro del Don, Jimmy, cosa che pare venirgli impedita dal fatto che Phil non faccia altro che metterlo in ombra ai suoi occhi, costringendolo perdipiù a "sottostare" ai piani del Don avallategli da quest'ultimo, per tentare d'entrar a far parte del Consiglio (l'organo criminale presieduto dalle Cinque Famiglie malavitose di Liberty City per la spartizione degli affari dell'immenso universo criminale cittadino). Pur essendo molto paranoico, temendo di venire arrestato da un momento all'altro, Phil si dimostra tuttavia un tipo piuttosto affabile a differenza di Ray Boccino che invece mantiene sempre un atteggiamento di superiorità e arroganza. Phil è molto amico di Angie Pegorino, la moglie del boss Jimmy, e Boccino tenterà d'insinuare inutilmente dei sospetti su una loro possibile tresca a Pegorino, il quale però dirà di avere talmente tanta fiducia in Phil, che non gli preoccupa la sua amicizia con sua moglie, ed anzi, quando dovrà decidere chi far uccidere tra Phil e Ray, Pegorino sceglierà Boccino, che riteneva una spia, e che farà uccidere proprio da Niko. Nel finale "Affare", Phil Bell aiuterà Niko a svolgere l'affare riguardante l'eroina per Dimitri, ma il compratore da lui indicato per l'affare tenterà di rubare i soldi. Verrà tuttavia ucciso da Niko e Phil che recupereranno il denaro. Nel finale "Vendetta" invece Phil Bell chiamerà Niko al cellulare rivelandogli che adesso a causa sua i Pegorino non contano più niente in città poiché non hanno eseguito l'affare con la mafia Russa. Tuttavia confesserà a Niko di essere d'accordo con la sua decisione di uccidere Dimitri, poiché nemmeno lui si fidava del boss Russo. Phil dirà comunque di non poter più parlare con Niko e di dover "sparire" facendo perdere le sue tracce dopo il decadimento totale della Famiglia Pegorino. Bell è stato in prigione per diversi crimini tra cui furto d'auto, promozione del gioco d'azzardo, omicidio preterintenzionale e racket. Il suo doppiatore è Frank Bonsangue

### Frankie
Nipote dell'ex moglie di Phil Bell, il quale lo considera suo nipote a tutti gli effetti e lo fa lavorare per lui per conto dei Pegorino. Lo si incontra per la prima volta alla fine della missione "Truck Hustle" dove bisognerà consegnargli l'eroina rubata alla Triade per conto di Phil Bell. Frankie si occuperà di tenerla nascosta in un garage abbandonato fino alla missione "To Live and Die in Alderney" quando Niko e Phil si recheranno per recuperare la droga, venendo però sorpresi dell'FIB e dall'LCPD venendo costretti ad una rocambolesca fuga e ad una lunga sparatoria contro poliziotti e federali per poter sfuggire alle forze dell'ordine con tale partita di eroina. A detta di Frankie, non aveva potuto tenere sotto controllo il luogo dove avevano nascosto l'eroina poiché essendosi sposato da poco ha passato molto tempo con sua moglie e suo figlio oltre che con sua madre malata e sua sorella che ha appena iniziato il college. Durante la missione Frankie potrebbe venire ucciso dalla polizia e dai federali ma la sua morte non farà fallire la missione in quanto ci basterà recuperare la borsa contenente l'eroina a lui affidata, alternativamente se si riesce a mantenerlo in vita bisognerà far fuggire lui e Phil Bell dalla polizia per completare la missione. Nell'espansione The Lost and Damned scopriamo che tale eroina era la stessa trasportata a Liberty City dalle Triadi Cinesi tramite la nave mercantile Platypus (su cui arrivò in città anche Niko), ma che poi tale droga venne rubata alla Mafia Cinese dagli Angels of Death MC, che a loro volta vennero derubati dell'eroina dai Lost MC, e fu allora che il biker Johnny Klebitz con la complicità di Elizabeta Torres e facendosi aiutare da Niko tentò di vendere l'eroina ad un contatto che si rivelò essere un poliziotto sotto copertura. In seguito i Lost furono dunque costretti a arrivare ad un accordo con le Triadi tentando di rivendendogli la loro stessa eroina, i quali però ne approfittarono, invece, per riappropriarsene per poi venire derubati di nuovo, questa volta da Niko, che seguendo il piano di Phil Bell fece credere agli asiatici che tale droga fosse maledetta facendo strage degli uomini della Triade per poi consegnare l'eroina a Frankie e dunque ai Pegorino. L'eroina finirà con l'essere l'ultima fonte di guadagno della malavita dei Pegorino che vorranno venderla ai mafiosi russi di Dimitri Rascalov, aprendo così il nodo cruciale relativo al finale del gioco. Si potrà decidere se aiutare i Pegorino nell'affare o meno scegliendo il finale "Affare" o "Vendetta".

### Charlie Matteo
Importante mafioso degli Ancelotti. Data la sua stazza spesso viene chiamato Fat Charlie o Chubby Charlie (ovvero Charlie "il ciccione"). Sarà lui a scoprire che i Pegorino hanno rubato l'eroina che gli Ancelotti stavano per acquistare dalla Triade. Charlie aveva quindi l'intenzione di recarsi ad una riunione del consiglio "Cosa Nostra" ed informare le altre famiglie mafiose del furto subito, in modo da far scoppiare una guerra tra la malavita dei Pegorino e le 5 famiglie mafiose della città. Ciò, ovviamente, avrebbe segnato la fine dei Pegorino, che in netta inferiorità numerica, sarebbero stati facilmente annientati dalle 5 famiglie del Consiglio. Per impedirlo, Phil Bell commissionerà a Niko l'omicidio di Charlie per impedirgli di fare la soffiata alla riunione del consiglio. Niko oltre a uccidere Charlie dovrà fare esplodere anche l'elicottero sul quale egli intendeva fuggire in quanto il pilota ai comandi del velivolo era anch'egli pronto a riferire il messaggio agli altri membri del Consiglio nel caso Charlie fosse stato assassinato. Charlie è schedato dall'LCPD per strozzinaggio, omicidio, omicidio preterintenzionale e racket. Il suo doppiatore è James Yaegashi.

### Angie Pegorino
Un'altezzosa donna italo-americana, moglie di Jimmy Pegorino. La si incontrerà durante le missioni per quest'ultimo e una volta a casa di Phil Bell, con il quale sembra essere molto amica nonostante sia un po' più vecchia di lui. A Jimmy Pegorino non sembra dispiacere della sua amicizia con Phil. Angie tuttavia non sembra amare il marito, e molto probabilmente tra lei e Phil c'è qualcosa di più di una semplice amicizia. La sua doppiatrice è Sharon Angela.

### Anthony Corrado
Il mansueto scagnozzo e guardia del corpo personale di Jimmy Pegorino. Anthony viene maltrattato di continuo da Pegorino, il quale però dice di considerarlo come un figlio, da quando il suo vero figlio si è suicidato. Tuttavia Corrado faceva il doppio gioco con Pegorino e con la sua Mafia portando un registratore nascosto per conto della FIB con il quale riuscì anche a registrare alcune conversazioni tra Niko e Pegorino durante le quali quest'ultimo gli commissionava vari omicidi. Pegorino riuscirà tuttavia a fargli distruggere tali registrazioni tramite varie minacce, ma proprio quando era sul punto di farlo rinunciare a testimoniare contro di lui in tribunale, Anthony viene colto da un infarto per la troppa tensione. Viene ricoverato in ospedale, e tenuto sotto stretta sorveglianza dai federali e dalla polizia decisi a far testimoniare Corrado contro Pegorino, una volta che si fosse ripreso. Per non correre rischi e metterlo a tacere una volta per tutte, Pegorino ordina a Niko di recarsi in ospedale per uccidere Corrado. Si può scegliere di ucciderlo in due modi: il primo e più rischioso consiste semplicemente nel farsi largo tra gli agenti di polizia scatenando una sparatoria in ospedale fino ad arrivare nella camera di Corrado, per ucciderlo e poi fuggire ingaggiando una nuova sparatoria contro le forze del corpo di polizia di Liberty, che continueranno ad intervenire fino a quando non si sarà usciti dall'ospedale e non li si sarà seminati. Mentre il secondo approccio molto più facile e astuto consiste nel far travestire Niko da dottore facendolo così introdurre senza problemi nella camera in cui è ricoverato Corrado. In questo modo Niko chiederà al poliziotto di guardia di essere lasciato solo col paziente e una volta soli con Corrado, si potrà decidere se ucciderlo sparandolo oppure staccandogli la flebo oppure spaventandolo a morte fino a fargli avere un nuovo infarto. In tutti e tre i casi della seconda opzione, alla fine i poliziotti comunque scopriranno l'omicidio, e per abbandonare l'ospedale si dovrà in ogni caso ingaggiare una sparatoria sebbene si avranno meno stelle di sospetto e di conseguenza meno forze di polizia da affrontare o seminare, rispetto alla prima opzione. Con la seconda opzione, inoltre si ottiene l'abito da dottore. Il doppiatore di Corrado è Bobby Funaro.

### Peter "Big Pete" Marchetti & Marco Bonnaro
Due giovani mafiosi italiani scagnozzi fidati di Pegorino. Ammirano il loro boss Jimmy e lo seguono ciecamente dappertutto nelle missioni per conto della loro Mafia. Jimmy Pegorino non apprezza, ne ripaga a sufficienza la loro fiducia. Muoiono entrambi durante una riunione tra i Pegorino e alcuni scagnozzi degli Ancelotti, venendo uccisi dai mafiosi rivali. Alla loro morte Niko dirà che i due sembravano dei bravi ragazzi, ma Pegorino gli risponderà che scagnozzi come loro vanno e vengono e non bisogna dispiacersi troppo della morte di due sgherri se essi non hanno mai fatto qualcosa di veramente importante per la Mafia. Le loro voci non sono accreditate.

### Jon Gravelli
Di origini italiane, è il Padrino della famiglia mafiosa dei Gambetti, forse la più potente delle Cinque Famiglie della mafia italiana di Liberty City. Jon è al comando di tale mafia da molti anni tanto da essere considerato una leggenda in città, infatti divenne il padrino dei Gambetti dalla morte di Sonny Cangelosi avvenuta nel 1974. Niko lo andrà a trovare in ospedale, dove anche se molto vecchio e malato gli commissionerà alcuni omicidi. È U.L. Paper che collabora con la famiglia Gambetti che presenterà Gravelli a Niko. Gravelli muore di vecchiaia spirando nel sonno alla fine del gioco, dopo una lunga malattia e ben tre anni di convalescenza in ospedale, anche se la polizia sospettava che molta della sua convalescenza fosse stata una scusa per evitare di presentarsi ad un processo che lo vedeva accusato di estorsione e Racket. John Gravelli negli anni è stato schedato dall'LCPD per moltissimi crimini tra i quali promozione del gioco d'azzardo per due volte consecutive, aggressione, furto d'auto, attentato assassinio, corruzione di pubblico ufficiale, intralcio alla giustizia, due volte per racket e una come mandante di omicidi. Il suo doppiatore è Madison Arnold.

### Kim Young-Guk
Membro della Triade cinese, la stessa di Huang Lee (protagonista di Grand Theft Auto: Chinatown Wars), Kim è un falsario nord-coreano, introdotto nella missione "Babysitting", nella quale Niko e Derrick lo dovranno scortare sulle coste di Liberty City; ricomparirà poi nella missione "Dining Out", nella quale sarà assassinato dallo stesso Niko su ordine di Jon Gravelli. Poco prima di venire ucciso, Kim riconoscerà Niko. Kim era stato schedato già dall'LCPD nel 2003, sempre per contraffazione e importazione di banconote false. Il suo doppiatore non è accreditato.

### Bobby Jefferson
Giornalista che Niko dovrà scortare al municipio per conto di John Gravelli. Il giornalista dovrà infatti parlare ad un convegno al municipio della pericolosità della Mafia Russa in città, focalizzando l'attenzione del sindaco, dei media e della polizia su di essa piuttosto che sulla Mafia Italiana. La mafia Russa di Dimitri Rascalov tenterà pertanto di farlo fuori e il compito di Niko, sarà di proteggerlo e farlo arrivare in municipio sano e salvo. Il suo doppiatore è Tom Tammi.

### The Fixer
È il soprannome fittizio di un criminale che conosce Phil Bell, il quale consiglierà a Niko di lavorare per lui per ottenere soldi extra. The Fixer è un assolda killer che non si vedrà mai di persona nel gioco, ma che contatterà Niko tramite un telefono fisso ad Alderney. The Fixer indicherà a Niko nove bersagli, che egli dovrà assassinare per i suoi clienti venendo pagato per ogni omicidio da lui effettuato. Alcuni dei bersagli sono facili da uccidere e possono comodamente essere eliminati tramite un fucile di precisione o facendo esplodere le loro auto con armi potenti, altri invece saranno ben protetti da guardie del corpo, da gruppi di gang e organizzazioni malavitose e persino dalla polizia, il che renderà il lavoro di Niko più complesso. The Fixer fornirà ogni volta l'arma che lui considera più adatta per il completamento della missione a Niko insieme ad un giubbotto antiproiettile, che potranno essere raccolti in un deposito adiacente al telefono pubblico dal quale The Fixer è solito contattare Niko per assegnargli un omicidio. Le sue missioni non sono necessarie per completare la storia principale del gioco ma solo per il completamento al 100%. Grazie al database della polizia sappiamo che il vero nome di "The Fixer" è Wade Johnson, che ha 61 anni, che proviene dal Texas e che è schedato per renitenza e ricettazione. Il suo doppiatore è Karel Roden.

## Personaggi minori

### Brian Meech
È uno dei molti personaggi casuali, che ogni tanto capita di incontrare nel gioco. Incontrando un personaggio casuale di solito sarà possibile eseguire per lui/lei una missione secondaria. Tali personaggi vengono indicati in blu sulla mappa, ma il loro indicatore compare solo nel caso ci si rechi nei pressi della zona dove è possibile incontrarli. Inoltre molti di essi, potranno essere incontrati solo dopo determinate missioni principali del gioco. Spesso è possibile incontrare più volte lo stesso personaggio casuale a distanza di un po' di tempo e in diverse zone delle mappa. Brian Meech è possibile incontrarlo due volte a Broker e una volta a Dukes, nei quartieri di Hove Beach e Shottler. È il primo personaggio casuale a poter essere incontrato nel gioco essendo disponibile fin dalle prime missioni. È un tossicodipendente consumatore abituale di crack e di spinelli, ma che proviene tuttavia da una famiglia benestante. Lo si incontra per la prima volta vicino al deposito di taxi di Roman dove, essendo sotto l'effetto di droghe, farà un discorso senza senso scambiando Niko per un veterano del partito comunista, prendendolo in giro, per poi vantarsi della sua ricchezza e del suo essere libero regalandogli 100 dollari senza nulla in cambio. In seguito lo si incontrerà poco distante alla casa di Roman, e questa volta bisognerà eseguire per lui una breve e facile missione secondaria, dato che Brian chiederà a Niko di accompagnarlo a ritirare del Crack. Alla fine di tale missione Brian ringrazierà Niko regalandogli 500 dollari. Diverso tempo dopo, sarà possibile incontrarlo di nuovo a Dukes, nei pressi del negozio d'armi e questa volta Brian, dirà di aver deciso di darsi una ripulita e di aver cambiato vita, chiedendo a Niko di accompagnarlo a fare ammenda con i suoi spacciatori dopo aver deciso di smetterla con la droga. I suoi spacciatori pretenderanno comunque che Brian ripaghi i suoi debiti con loro e lo inizieranno a picchiare con delle mazze da baseball. Niko dovrà dunque correre in suo aiuto difendendolo e mettendo KO (o uccidendo a seconda della scelta del giocatore) gli spacciatori che lo picchiavano. Brian è schedato dall'LCPD per resistenza all'arresto e possesso di cocaina. Il suo doppiatore è Justin Reinsilber.

### Hossan Ramzy
Un immigrato egiziano conosciuto da Niko sulla Platypus, la nave mercantile sulla quale è arrivato a Liberty City. Durante la loro permanenza sulla Platypus Niko e Hossan divennero buoni amici lavorando assieme sulla nave. Hossan comparirà tuttavia solo all'inizio del gioco dove farà una breve apparizione prima dell'attracco a Liberty City, dove dirà a Niko di voler provare a restare in America anche lui per vivere il sogno americano. Manderà in seguito un'email a Niko durante lo svolgersi del gioco. In tale mail dirà di essere stato a Vice City (città comparsa proprio in Grand Theft Auto: Vice City) e che presto tornerà a Liberty City dove ha intenzione di iniziare un giro d'affari come venditore ambulante. Solo dopo tale email è possibile incontrarlo come personaggio casuale a Suffolk, dove lo si troverà intento a vendere imitazioni di costose borse di marca, per strada. Si scoprirà che il giro di affari riguardante le borse contraffatte nel quale è coinvolto è gestito da gente losca, e infatti il suo capo si rifiuterà di pagarlo poiché Hossan è straniero. Niko lo aiuterà uccidendo il capo di Hossan e recuperando i suoi soldi, ricevendone una parte come compenso. Hossan non rimarrà affatto stupito o scandalizzato nel vedere Niko uccidere il suo ex capo, segno che probabilmente è abituato anche lui a lavori poco leciti. Hossan è schedato dalla polizia per contraffazione. Lo si incontra nei pressi dell'armeria di Dukes dopo aver ricevuto la sua e-mail. Doppiato da Sean Krishnan.

### Mickey
È il mansueto barista del Comrades Bar, ritrovo abituale della Mafia Russa di Faustin, e della comunità est-europea di Hove Beach. Sembra avere problemi con l'ufficio di igiene che continua a ripetergli che è proibito che i suoi clienti fumino in un locale pubblico senza che il suo bar abbia un regolare permesso per i fumatori. Viene incontrato da Niko in tutte le missioni svolte per Vlad che frequenta spesso il Comrades. Il suo doppiatore è Marc Fine.

### Andrei
È l'esecutore, ovvero quello che si occupa del lavoro sporco: degli omicidi, dei furti e dei rapimenti commissionati da Mikhail e dalla mafia Russa. Sarà lui a rapire Niko e Roman, dopo aver messo KO Niko, colpendolo a sorpresa con il calcio di un fucile. Viene ucciso dallo stesso Mikhail che credeva che Andrei non gli portasse abbastanza rispetto. Il suo posto di esecutore per la Mafia di Mikhail viene preso proprio da Niko fino a quando Dimitri non diventerà il nuovo boss della Mafia. Il suo doppiatore è Sandor Telcsy.

### Lenny
Un meccanico che lavora nel garage di auto truccate di Brucie, che è il suo capo. Lenny appare piuttosto frustrato dal suo lavoro, poiché come ripete spesso Brucie non è un buon capo. All'inizio crederà che Niko sia di origini polacche. Lo si incontra durante alcune missioni che si dovranno svolgere per Brucie. Durante la missione "Easy as can be" in cui si dovrà rubare l'auto di Lyle Rivas, portando la macchina troppo danneggiata al garage, Lenny, essendo incaricato di riparala, parlerà male di Brucie dicendo che lavorando per lui non puoi aspettarti altro che problemi. Se gli si porta l'auto in perfette condizioni, Lenny criticherà comunque il suo capo dicendo che per Brucie l'unica cosa "perfetta" è il suo aspetto. La sua voce non è accreditata.

### Steve
Chiamato Stevie dai conoscenti, è un amico di Brucie e come lui si occupa di un'officina di auto truccate, che possiede a Bohan. Nell'ultima missione eseguita per Brucie ("No.1"), quest'ultimo lo chiamerà per prendere in prestito la sua auto sportiva, una Comet arancione, ma poi senza il suo permesso, Brucie regalerà tale macchina a Niko per aver vinto una gara. Brucie si sdebiterà con Steve facendo lavorare Niko per lui. Stevie infatti manderà a Niko dei messaggi al suo cellulare con foto e descrizioni delle auto e delle moto che gli servono, ed il giocatore potrà decidere di seguire le sue indicazioni per rubare tali veicoli e portarli al garage di Stevie, similmente alle missioni via e-mail svolte per Brucie. A differenza delle missioni di Brucie, tuttavia, le missioni di Stevie saranno molto più proficue per Niko, inoltre potranno essere svolte in qualunque momento del gioco senza dovergli rispondere, basterà cercare le auto richieste da Stevie basandosi sulla foto e sulle indicazioni che lui ci manderà via messaggio. Stevie pagherà il veicolo in base alle condizioni in cui glielo si porta, quindi quanto migliori sono le condizioni del veicolo più sarà alto il suo pagamento. Stevie compare solo durante la missione "I'll Take Her..." dove bisognerà rapire Grace Ancelotti per conto della Mafia Irlandese. Verrà chiamato per nome da Gordon Sargent che confermerà la sua identità. Si scoprirà, quindi che anche Stevie è coinvolto in attività criminali o comunque illecite lavorando per la Mafia Irlandese. Anche in questa missione, però, avrà un ruolo marginale, si occuperà infatti di disfarsi della macchina di Grace portandola presumibilmente al suo garage a Bohan. Appare vestito elegante con un completo grigio e sembra non riconoscere Niko, non avendolo mai incontrato di persona. Durante la sua unica apparizione non lo si sentirà parlare, e quindi non ha un doppiatore nel gioco.

### Jay Hamilton
Cameraman e regista affidato a Manny per svolgere il suo film/documentario. Niko perderà la pazienza con lui e gli romperà la videocamera non volendo essere ripreso, temendo di poter essere riconosciuto dalla polizia nel film, essendo un criminale. Jay spesso consiglia a Manny di mostrare il suo lato "sensibile" nel film insegnando alle donne del quartiere a ballare hip hop e per questo motivo Manny si arrabbia con lui, in quanto crede che il documentario che stanno girando lo faccia sembrare effemminato, mentre lui vorrebbe apparire invece come un "ex gangster". Jay viene ucciso insieme a Manny da due colpi di pistola sparati da Elizabeta Torres, ma la polizia darà entrambi per scomparsi poiché i loro cadaveri non verranno mai ritrovati, in quanto Elizabeta farà nascondere i loro corpi a Niko che li consegnerà dentro il bagagliaio di un'auto ad un "dottore", che li farà sparire con il compromesso di poter rivenderne gli organi sul mercato nero. Il suo doppiatore è Daniel G. O'Brien.

### Jorge
Jorge è la prima guardia del corpo di Elizabeta Torres, e come lei è un portoricano di grossa corporatura. Elizabeta si fida ciecamente di lui. Compare solo nella prima missione svolta per la spacciatrice, successivamente, Elizabeta dirà che si è costituito patteggiando con la polizia contro di lei. Nell'espansione Grand Theft Auto IV: The Lost and Damned si verrà a sapere che è stato sostituito come guardia del corpo da un certo Andreas (membro del FIB comparso anche in GTA V, di cui Elizabeta si fiderà ovviamente molto meno, dopo quanto successo. Il suo doppiatore è Greg Johnson.

### Pathos
Un altro personaggio casuale del gioco. È possibile incontrarlo solo dopo aver svolto la missione principale "Three Leaf Clover", come la maggior parte degli altri personaggi casuali. È un rapper dilettante afroamericano, del quale non si conoscerà mai il vero nome ma solo il nome d'arte da lui usato ovvero "Pathos". Pur non essendo un granché come rapper, crede di poter sfondare nel mondo dell'hip-hop facendosi conoscere promuovendo i suoi CD per strada e tentando di venderli a Star Junction, ed è qui che lo si incontrerà con Niko per ben due volte come personaggio casuale. Pathos afferma di non volere firmare un contratto con nessuna casa discografica in quanto non vuole che il suo rap diventi "venduto" e "commerciale". Tuttavia è più probabile che sia stato scartato da tutte le etichette discografiche da cui ha tentato di farsi notare visto che per strada i ragazzi che conoscono il suo stile di fare rap lo considerano scadente. Pathos dice tuttavia di stare addirittura per lanciare un album, chiamato "Sofferenza, andata e ritorno". Niko dovrà aiutarlo a difendersi da alcuni violenti teppisti di strada, che insulteranno Pathos non gradendo la sua musica, definendolo un falso rapper. Tali teppisti durante il primo incontro con Pathos inizieranno una rissa con lui durante la quale il rapper verrà aiutato da Niko a mettere KO gli aggressori. In seguito, durante il secondo incontro con lui, altri teppisti tenteranno addirittura di ucciderlo sparandolo con una pistola, ma riusciranno solamente a ferirlo in maniera lieve. Niko aiuterà Pathos ancora, eliminando i teppisti e accompagnandolo all'ospedale (impiegando più di cinque minuti per accompagnarlo in ospedale Pathos morirà). Dopo averlo salvato, Pathos ringrazierà Niko tramite un'e-mail. Lo si incontra tutte e due le volte sempre a Star Junction. Anche Katt Williams lo nomina in uno dei suoi monologhi al club Split Side dicendo che a Star Junction c'è un tizio che si crede un rapper, che ferma la gente per strada e tenta di vendergli il suo CD rap sul quale ha scritto il suo nome e il titolo del disco con un pennarello. Inoltre nella missione "Blow your Cover" svolta per Elizabeta Torres è possibile vedere Pathos alla festa della spacciatrice sotto l'effetto di cocaina mentre balla affermando di essere il "numero uno". Curiosamente Pathos sembra vestito con la divisa della Bullworth Academy presente in un altro videogioco della Rockstar Games chiamato Canis Canem Edit, (Bully nel Nord America). La voce di Pathos non è nota.

### Marnie Allen
Anche lei è un personaggio casuale incontrabile dopo la missione della rapina in banca ("Three Leaf Clover"). È una giovane ragazza che potrebbe essere attraente se non avesse un viso sconvolto dalla forte dipendenza dalle droghe. È infatti una cocainomane e eroinomane. A causa di ciò fa occasionalmente la prostituta per avere i soldi necessari a comprarsi le dosi. Niko l'aiuterà fornendogli senza farla prostituire e in seguito accompagnandola alla stazione ferroviaria di Liberty City, per farla tornare a sua casa nel Midwest, dopo che la ragazza avrà deciso di smettere di drogarsi. La si incontrerà due volte: in un parco a Suffolk e a Varsity Heights, ogni volta Niko le regalerà 500$ la prima volta per aiutarla con la sua dipendenza dalle droghe e la seconda per permettergli di avere i soldi necessari per tornare a casa. Dopo averla incontrata la seconda volta Marnie invierà a Niko un'e-mail nella quale gli dirà che è tornata a casa e sta bene, ringraziandolo per averle salvato la vita. Marnie è schedata dalla polizia di Liberty per piccoli furti, prostituzione e possesso di eroina. Compare anche in Grand Theft Auto V dove pare essersi unita alla religione dell'Epsilon Program. La sua doppiatrice è Reyna de Courcy.

### Jeff Harlingford
Anche lui è un personaggio casuale. Lo si incontra per ben tre volte: la prima volta sarà in preda al panico credendo che la moglie lo tradisca. Prometterà a Niko di pagarlo ben 500 dollari solo per scattare delle foto alla moglie insieme al suo presunto amante, ma alla fine lo pagherà ben più arrivando addirittura a 1000 dollari. Dopo avervi lasciato il suo numero, in seguito vi chiamerà al telefono. Si scoprirà che ha ammazzato la moglie e pagherà 5000 dollari a Niko per far sparire il cadavere al che bisognerà lanciare nel mare la macchina di Jeff con a bordo il cadavere della moglie. L'ultima volta lo si incontra intento a spiare la sua nuova moglie, anch'ella che sembra lo stia tradendo. Questa volta vi commissionerà l'omicidio della sua fresca sposa ma quando Niko si rifiuterà di uccidere una persona innocente, Jeff andrà su tutte le furie correndo per strada senza fare caso alle macchine e verrà pertanto investito da un'auto sportiva e ucciso. Lo si incontra per la prima volta ad East Holland, la seconda in un parcheggio ad Algonquin (dopo aver ricevuto la sua telefonata), e l'ultima volta a Little Italy. Nei titoli di coda viene accreditato come Jeff The Cop ovvero il poliziotto, sebbene sia vestito in borghese e non faccia mai menzione di essere un agente di polizia durante le sue apparizioni. Tuttavia è implicito che sia un poliziotto vista l'attenzione con cui si preoccupa di nascondere il cadavere della moglie, e il fatto che possieda una pistola e non abbia difficoltà economiche per pagare profumatamente Niko per farsi aiutare. La voce di Jeff è di Jay Capozello.

### Eddie Low
Può venire incontrato nel gioco come personaggio casuale, ma solo dopo la missione "Three Leaf Clover". Inizialmente sembrerà solo un ragazzo mentalmente disturbato, ma apparentemente innocuo. Tuttavia dai suoi discorsi, si capirà che Eddie è in realtà il pericoloso serial killer ricercato dalla polizia di Liberty City da ancor prima dell'arrivo di Niko in città, come apprendiamo dalle notizie alla radio e sul web del gioco. Sembra che Eddie compisse i suoi omicidi da diversi anni a Liberty City e solo nell'ultimo anno aveva ucciso ben 10 persone nei modi più brutali, nel più dei casi tramite la decapitazione o la rimozione di una o più parti del corpo. Proprio tali analogie nei suoi ultimi omicidi hanno portato la polizia ad identificarlo come un serial killer sebbene ignorassero la sua identità. Spesso, Eddie, abusava anche delle sue vittime le quali sono per lo più passeggiatori notturni e persone che fanno jogging la sera. Lo si incontra ad Alderney vicino al concessionario Auto-Eroticar ma solo di notte, dopo le ventidue e fino alle quattro del mattino. Dirà di essere disposto a pagare Niko per farsi aiutare a sbarazzarsi delle “cose” che possiede nella sua borsa (che stando alle notizie sul web, conteneva il corpo decapitato di una giovane vittima), ma alla fine dopo averlo aiutato non darà a Niko il compenso stabilito. In seguito lo si può incontrare nuovamente ad Alderney nel quartiere di Berchem, dove tenterà di uccidere lo stesso Niko con un pugnale. Niko sarà costretto a difendersi e ad ucciderlo. In seguito sul web, nel gioco, si scoprirà che lo stesso giorno dell'uccisione di Eddie Low, la polizia aveva scoperto che il serial killer di Liberty City era proprio lui, dopo che il LCPD aveva scoperto che Eddie scriveva sul suo computer un blog offline che usava come una sorta di diario dove tra discorsi deliranti e polemici raccontava anche gli omicidi che commetteva, descrivendone inoltre i raccapriccianti particolari e i dettagli di come torturava, uccideva e faceva a pezzi alcune delle sue vittime (tra le quali persino la sua stessa madre) conservandone talvolta parti del corpo amputate per giorni prima di disfarsene. LCPD non ha potuto tuttavia arrestare Eddie, poiché Niko lo ha ucciso prima che loro risalissero a lui. La polizia aveva comunque già schedato Eddie in passato per maltrattamenti di animali ed atti osceni in luogo pubblico sebbene non sospettasse che potesse essere lui il Serial Killer. Infatti sul caso del serial killer di Liberty City, indagava un detective non molto competente, di nome Jon Atkinson come possiamo leggere sul web nel gioco, il quale invece di svolgere indagini approfondite sul serial killer, era chiaramente più interessato a dare un soprannome all'assassino per scrivere un copione sulla vicenda e farne un film di successo, sperando così di diventare famoso. Il detective, infatti, diceva nelle interviste udibili alla radio e leggibili sul web del gioco, che stava già scrivendo la trama del film con lui protagonista e che era preoccupato che qualcuno potesse rubargli l'idea. Non sorprende dunque che la polizia di Liberty abbia impiegato tanto a lungo per scoprire l'identità del serial killer. Dopo aver incontrato Eddie la seconda volta e averlo ucciso, la notizia della sua morte farà molto scalpore in quanto verrà scoperto che era lui il serial killer. Il detective Atkinson dirà in un'intervista sul web, che aveva appena risolto il caso e che stava andando ad arrestare Eddie quando i suoi colleghi lo hanno avvertito che lo avevano trovato morto ad Alderney. In realtà Atkinson aveva scoperto che Eddie Low era il serial killer solo dopo il suo omicidio in quanto perquisendo il suo appartamento, aveva rinvenuto sul suo PC il blog offline di Eddie dove quest'ultimo teneva un resoconto dei suoi crimini. Tale blog verrà poi fatto trapelare suo web dai giornalisti e sarà leggibile sulla pagina del "Liberty Tree" sul web del gioco. Atkinson in un'intervista si dirà molto deluso di non essere riuscito ad arrestare Eddie, aggiungendo che nella stesura della trama del suo film scriverà un finale diverso in cui lui riesce ad arrestare il serial killer. Sul database della polizia scopriamo che Eddie aveva trentunanni e che era nato a San Fierro, città immaginaria basata su San Francisco, già comparsa in Grand Theft Auto: San Andreas. Inoltre Eddie era stato già arrestato per crimini minori, tra cui atti osceni in luogo pubblico. Il suo doppiatore è Victor Verhaeghe.

### Sara
Una bella ma isterica donna di trentacinque anni che fa la modella e non essendo più giovanissima teme che la sua bellezza stia svanendo. Dirà di aver da poco divorziato e che sta privando il suo ex marito di quasi tutti i suoi beni, grazie a dei cavilli burocratici nel loro contratto prematrimoniale. La prima volta la si incontra ubriaca ed assuefatta ai sonniferi a notte tarda, a Suffolk. Chiederà a Niko un passaggio fino a casa, ed una volta arrivati quest'ultimo sarà costretto a fare a botte con il geloso ex marito di Sara. In seguito è possibile incontrarla nuovamente di giorno al Pier 45, e questa volta chiederà a Niko di andarle a prendere un pacchetto nel negozio di vestiti Perseus, per fare un servizio fotografico. Niko sarà costretto a pagare 500 dollari per il pacchetto, oppure il giocatore potrà decidere di farselo consegnare dal proprietario del negozio con la forza, venendo però denunciato da quest'ultimo e di conseguenza inseguito dalla polizia. Per sdebitarsi con Niko, tuttavia, Sara lo pagherà ben 1000 dollari solo per la consegna del suo pacchetto e quindi si guadagna comunque la metà di tale somma anche nel caso in cui il giocatore ha pagato per il pacchetto di Sara. La sua doppiatrice non è nota.

### Mel
Un ubriacone che frequentava spesso il Comrades Bar. Lo si incontrerà in molte delle missioni svolte per Vlad al Comrades, dove Mel apparirà ogni volta sempre più ubriaco ed in più occasioni finirà con l'essere d'intralcio a Niko che lo spingerà a terra. In seguito, è possibile incontrare Mel poco distante dal Comrades bar ad Hove Beach, dove sarà uno dei tanti personaggio casuali del gioco, incontrabili dopo la missione della rapina "Three Leaf Clover". Mel riconoscerà Niko e dopo averlo fermato per strada gli dirà di aver smesso di bere e di volere fare ammenda con delle persone che nei tempi in cui beveva gli avevano prestato dei soldi. Quelle persone si riveleranno essere degli strozzini che tenteranno addirittura di ucciderlo, e Niko dovrà quindi intervenire in suo aiuto eliminando i suoi aggressori. In seguito riceverà ben 500 dollari da Mel, come compenso per l'aiuto ricevuto. Il suo doppiatore è Larry Fleishman.

### Dave Johnson
Era il compagno di stanza di Niko quando erano entrambi passeggeri della nave mercantile Platypus. Lo si vedrà solo all'inizio del gioco quando Niko cercherà di avvisarlo che la nave sta per attraccare a Liberty City. Dave tuttavia non gli presterà molta attenzione in quanto lo si vedrà chiuso in stanza impegnato in un gioco erotico con una prostituta asiatica, che lo stava frustando. Dave è un masochista, infatti, e frequenta spesso prostitute, e proprio da queste a bordo della Platypus è stato soprannominato "The Stiff". Più tardi nel gioco, sulle notizie su internet, si saprà che anche Dave ha deciso di rimanere a Liberty City, ma è stato ritrovato morto in un hotel di Algonquin a causa dei suoi vizi sessuali esageratamente masochisti. 
Sul database della polizia scopriamo che negli anni '90 Dave era già stato a Liberty City ed era anche stato arrestato due volte, una per possesso di cocaina e una per omicidio preterintenzionale. Il suo doppiatore è Martin Herring.

### Talbot Daniels
È un afroamericano che deve dei soldi a Ray Boccino. Talbot ha la passione per il gioco d'azzardo e soprattutto per il poker, anche se a detta di Roman non sa giocare e perde quasi ogni mano. Talbot conosce in qualche modo Florian Cravic/Bernie Crane, ed è inoltre indebitato con Boccino, il quale dopo che Niko avrà svolto per lui vari affari malavitosi, gli dirà dove poter rintracciare Talbot per farsi aiutare nella ricerca del traditore del suo plotone. Niko e Roman rapiranno per breve Daniels costringedolo a dir loro dove abita Florian/Bernie, lasciandolo andare dopo essersi fatti accompagnare all'appartamento di quest'ultimo. Il suo doppiatore non è noto.

### Mori Green
Mori è uno degli scagnozzi di Isaac, è un esperto di pietre preziose e pertanto viene mandato a controllare l'autenticità dei diamanti di cui Ray Boccino si era appropriato grazie ai Lost MC e a Niko e che voleva vendere alla associazione criminale di Isaac per due milioni di dollari. Niko e Johnny, si limiteranno a rispettare gli accordi e a fargli controllare i diamanti, tuttavia l'affare salterà quando Luis Lopez si intrometterà nello scambio eliminando Mori con un colpo di AK-47. Mori Green è chiaramente ispirato al personaggio di Moe Greene, del romanzo e film Il padrino. Il suo doppiatore è Ed Rubeo.

### Jim Fitzgerald
È il migliore amico di Johnny Klebitz, nonché uno dei personaggi principali di Grand Theft Auto IV: The Lost and Damned. È il biker che Niko ucciderà dopo un lungo inseguimento in moto nella metropolitana di Liberty, su commissione di Ray Boccino, deciso a vendicarsi del tradimento di Johnny nell'affare dei diamanti e del furto di 2 milioni di dollari. Jim viene ucciso insieme ad un altro biker sconosciuto dei Lost. L'aspetto di Jim in Grand Theft Auto IV risulta piuttosto diverso rispetto a come viene ripresentato in The Lost and Damned, ma la sua identità è confermata nel report del suo omicidio visualizzabile nel gioco su internet. Jim è schedato nell'LCPD per numerosi crimini tra cui aggressione, assalto a portavalori, produzione e spaccio di metanfetamine, e due volte per furto aggravato, inoltre veniamo a sapere che aveva 45 anni. Anche se in Grand Theft Auto IV non parlerà, nell'espansione la sua voce è di Chris McKinney.

### Il Rabbino
Questo personaggio può venire incontrato nell'hotel Majestic durante la missione in cui bisognerà uccidere Isaac Roth per conto di Ray Boccino. Questo vecchio Rabbino, nonostante l'età e la sua carica religiosa, tenterà insieme ad altri scagnozzi di Isaac di difendere quest'ultimo, tentando di uccidere Niko iniziando un conflitto a fuoco con lui. Tuttavia, nel caso in cui sia l'ultimo a dover venire eliminato, si può trovare il Rabbino intento a nascondersi nella cucina della suite di Isaac, dove, avendo finito i colpi della sua arma, implorerà Niko di risparmiargli la vita e di uccidere solo il suo capo Isaac. Il giocatore può quindi decidere se lasciarlo andare o eliminarlo. Ucciderlo o meno, comunque, non influirà in alcun modo sulla missione o sulla trama del gioco. Il suo doppiatore non è noto.

### Anthony Prince
Più noto come Gay Tony, o Tony Prince, è il proprietario del Maisonette 9 e dell'Hercules, i due nightclub più in voga a Liberty City. Compare fisicamente nel gioco solo in un'unica missione, ma spesso lo si sentirà nominare da alcuni personaggi, per radio e si potranno leggere notizie che lo riguardano sul web del gioco. Gli scagnozzi di Ray Boccino diranno a Niko che Tony ha più conoscenze del padrino in città, conoscendo la gang dominicana di Northwood, la Mafia degli Ancelotti ed altri criminali di rilievo tra cui Ray Bulgarin. Tuttavia, è indebitato fino al collo con molti di tali criminali. Appare solo durante lo scambio diamanti-Gracie insieme a Luis Lopez durante la missione "Diamonds are a girl best Friend". In The Ballad of Gay Tony è uno dei personaggi principali e in tale gioco si scoprirà che inizialmente i diamanti dal valore di due milioni di dollari furono rubati a lui da Johnny Klebitz e dagli altri Lost MC, su commissione di Boccino. I diamanti erano poi stati lasciati dai motociclisti in alcuni secchi della spazzatura per non dare nell'occhio e vennero recuperati da Niko e dagli altri scagnozi di Boccino. Prima di essere rubati dai Lost, tali diamanti erano stati venduti a Tony dallo stesso cuoco che si vede a bordo della Platypus durante il filmato iniziale di Grand Theft Auto IV, il quale nel medesimo filmato, era intento a nascondere i diamanti, trasportati illegalmente, in alcune sue pietanze. Originariamente però tali diamanti erano stati rubati in Europa a Ray Bulgarin, da ignoti criminali e tale cuoco aveva ricevuto il compito di disfarsene vendendo le pietre in America. Tony è schedato dalla polizia di Liberty per evasione fiscale, possesso di cocaina e atti osceni in luogo pubblico. La voce di Tony Prince è di D.B. Cooper.

### Kiki Jenkins
È una bella e simpatica ragazza afroamericana che Niko conoscerà solo se fisserà con lei un appuntamento su internet sul sito “Lovemeet.net”. Sul sito si chiama “LAWCHICK”. Se Niko si comporterà bene con lei facendola divertire, lei le darà il suo numero e dopo qualche appuntamento i due si fidanzeranno. Kiki è un'avocatessa, ed ha difeso nei suoi casi perfino dei killer, con i quali ha avuto poi relazioni sentimentali. Dai suoi discorsi viene sottinteso quale fosse il tipo di "pagamento" che i suoi clienti le riservavano, per convincerla a difenderli in tribunale, malgrado il più delle volte la loro colpevolezza fosse indubbia. Reputandola un'ipocrita, Niko non giudicherà mai serio il loro rapporto a differenza di Kiki che col passare degli appuntamenti sarà sempre più attaccata a Niko e gelosa nei suoi confronti diventando anche un po' irritante. Se si annulla un appuntamento fissato con lei e si decide di far uscire Niko con un'altra fidanzata, Kiki seguirà Niko e la sua altra ragazza insultandoli una volta che saranno a destinazione, oppure chiamerà Niko a telefono per dirgli di averlo visto con un'altra donna. Avendo avuto precedenti relazioni con criminali, Kiki chiuderà un occhio anche sulle attività illegali di Niko, e quest'ultimo potrà persino chiamarla per farle "convincere" il procuratore distrettuale a richiamare i poliziotti e ad azzerare il suo livello di sospetto se esso sarà pari o inferiore alle 3 stelle. Questa sua abilità può venire utilizzata, solo dopo aver raggiunto almeno il 75% dei progressi con lei, chiamandola col cellulare e selezionando "Azzera livello di sospetto". Uscendo spesso con Kiki ella manderà dei messaggi con foto sexy di lei a Niko tuttavia essi si cancelleranno automaticamente ogni volta che il giocatore riavvia il gioco. A differenza di fidanzate che Niko incontrerà nella storia principale come Michelle e Kate, Kiki può essere scaricata dal giocatore in qualunque momento selezionando il suo contatto dal telefono di Niko e scegliendo "Scarica". Se Niko si comporterà male con lei ella stessa potrebbe lasciarlo tramite una telefonata o con un messaggio.  Kiki è l'unica ragazza che venendo scaricata dal protagonista, rifiuterà categoricamente di lasciarlo e continuerà a mandargli uno o più messaggi sul cellulare nei quali lo supplicherà di non lasciarla oppure lo insulterà, prima che Niko elimini il suo numero dalla rubrica. La sua doppiatrice è Kim Howard.

### Carmen Ortiz
È una formosa e procace ragazza di origini portoricane che vive a South Bohan. Carmen può essere incontrata da Niko se egli fisserà un appuntamento con lei su Lovemeet dove si fa chiamare “SoBoHoe”. Dopo qualche appuntamento i due si fidanzeranno, ma come per Kiki, Niko non la considererà una relazione seria a causa del carattere superficiale di Carmen. Carmen, infatti, fa l'infermiera ma dice di odiare il suo lavoro, dimostrandosi un amante della bella vita, dei soldi e, soprattutto, del sesso. Chiamandola, Niko potrà ottenere dei consigli su come curarsi da solo e si potrà quindi ripristinare gran parte della sua energia ma solo ottenendo il 75% dei progressi con lei e chiamandola selezionando "Ripristinare energia". La polizia l'ha schedata in passato per atti osceni in luogo pubblico in un'auto con un ragazzo e nella sua descrizione viene detto che la ragazza è molto probabilmente una ninfomane. In The Ballad of Gay Tony, una delle due espansioni di Grand Theft Auto IV, è possibile udire un dialogo tra Luis Lopez e i suoi amici Armando ed Henrique, nel quale i tre dicono di aver avuto tutti dei rapporti focosi con Carmen in passato. Ciò dimostra che effettivamente Carmen è una ninfomane e, probabilmente, anche bisessuale visto che durante una missione per Elizabeta Torres la si vedrà ballare in modo molto ambiguo con la spacciatrice, oltre al fatto che, a dispetto di altre possibili fidanzate di Niko, Carmen è l'unica che apprezzerà l'essere portata in uno strip club con spogliarelliste donne per un appuntamento. Anche Carmen invierà messaggi di lei in pose ammicanti a Niko dopo che i due si saranno frequentati diverse volte ed anche lei può venire scaricata in qualunque momento da Niko. La sua doppiatrice è Elan Luz Rivera.

### Alex Chillton
Alexandra Chillton è l'unica possibile fidanzata di Niko che non si trova su Lovemeet, ma sul sito “Craplist.net” (parodia di "Craiglist") andando nella sezione “donne in cerca di uomini”. Si fa chiamare "THELIBERATEDWOMAN" nel sito, dove ha aperto anche un suo blog. Una volta trovata Alexandra e fissato un appuntamento con lei la si potrà frequentare. Abita nei pressi di Middle Park East. È una bella ragazza, bionda, amante dei vestiti firmati e delle belle auto, e le piace farsi chiamare con l'abbreviativo Alex. È inoltre una ragazza viziata e "libertina" come suggerisce il suo soprannome online, e quindi non vuole impegnarsi in una relazione seria e dice apertamente allo stesso Niko che mentre si frequenta con lui si vede con diversi altri ragazzi. Alex è molto ricca essendo una ereditiera, e si sente molto importante pur essendo chiaramente molto insicura di sé e dica persino di odiarsi quando è ubriaca. Nonostante ciò si comporta spesso in maniera altezzosa e snob, sfociando talvolta nell'antipatia. Ciò viene compensato però dalla sua bravura nel sesso come testimoniano i commenti di Niko alla fine dei loro rapporti, e il blog online di Alex, dove ella racconta dei loro appuntamenti. Infatti digitando "www.blogsnobs.org" sul web del gioco sarà possibile leggere il blog tenuto da Alex sul suo sito nel quale racconta quasi esclusivamente della sua vita sessuale. Il suo blog verrà aggiornato puntualmente da Alex ogni volta che il giocatore farà uscire Niko con lei raccontando i particolari piccanti dei loro appuntamenti e dei loro rapporti intimi. Se Niko le piacerà molto potrà farvi fare uno sconto del 50% in tutti i negozi di vestiti per un giorno (di gioco) intero, ma solo dopo aver ottenuto il 75% dei progressi con lei. In tal caso sarà possibile chiamarla al cellulare e selezionare "Sconto abiti". Alex è schedata dalla polizia di Liberty per guida in stato di ebbrezza e piccoli furti. Come Carmen e Kiki, anche Alex invierà foto sexy di lei a Niko dopo i loro primi appuntamenti ed inoltre sarà possibile scaricare anch'ella in qualunque momento del gioco. La sua doppiatrice è Samantha Soule.

### Mohammed
È un altro immigrato di origini egiziane che lavora come autista di taxi per la Bellic Enterprises. Mohammed è l'autista che Roman manderà a prendere Niko ogni volta che il cugino lo richiederà, e quindi lo si incontrerà tutte le volte che il giocatore deciderà di usufruire del servizio di taxi di Roman, sbloccabile ottenendo almeno il 75% della sua simpatia dopo aver ottenuto la sua amicizia. Mohammed è l'autista che lavora da più tempo per la Bellic Enterprises, dicendo di lavorare in questa impresa fin da quando è arrivato in città. Per questo motivo, spesso si prende delle confidenze con il suo capo, Roman, e lo prende anche in giro quando quest'ultimo lo chiama per annunciargli le corse, come si nota durante le prime missioni svolte per Roman. In realtà però, Mohammed, ha molto rispetto per il suo capo come dirà a Niko. Tuttavia non è affatto contento di portare Niko in giro gratis con il suo taxi e spesso lo insulta e lo maledice per il fatto che ogni volta deve portarlo da una parte all'altra della città perdendo tempo senza venire pagato. Non ha tuttavia il coraggio di dirlo a Roman temendo di venire licenziato. Tra una corsa e l'altra rivela a Niko alcuni dettagli sulla sua vita privata, raccontando di aver fatto lo spacciatore e di aver iniziato a guidare il taxi solo per "far stare zitta sua moglie" e guadagnarsi i soldi in modo lecito, affermando inoltre di essere spesso infedele alla moglie avendo dei rapporti sessuali con alcune delle turiste che prendono il suo taxi, cosa di cui ama vantarsi con una tale insistenza dal lasciare dei dubbi sulla veridicità delle sue storie. Ad un certo punto Niko ne avrà abbastanza delle chiacchiere e degli insulti che Mohammed gli rivolge ad ogni viaggio e lo minaccerà dicendogli di stare zitto e limitarsi semplicemente a guidare il taxi per la sua "sicurezza". Ciononostante Mohammed continuerà ad insultare Niko di tanto in tanto quando lo andrà a prendere con il suo taxi e lo accompagnerà a destinazione. Il suo doppiatore è Manish Dayal.

### Miss. Bluesy St. Johns
È la cabarettista di punta del teatro est-europeo Perestroika, nel quartiere di Broker. È una bella ragazza che si esibisce con monologhi pieni di doppi sensi e canzoni spesso dallo sfondo erotico. Il suo successo lo deve ai suoi modi di fare intriganti, al suo abbigliamento osé, e ai suoi frequenti accavallamenti di gambe con i quali riesce a conquistare il pubblico (composto principalmente da uomini) compensando il fatto che i suoi monologhi siano per lo più privi di senso. In uno dei suoi monologhi nomina Kifflom, il dio della pseudo religione dell'Epsilon Program, nominata più volte all'interno della serie di Grand Theft Auto. La sua doppiatrice è Melody Sweets.

### L'incredibile Kleinman
Un comico/mago che si esibisce al Perestroika, con l'aiuto della sua bella valletta. Esegue numeri di prestigio e illusionismo, facendo allo stesso tempo dell'autoironia sulle sue esibizioni. Le esibizioni di Kleinman, a detta dell'annunciatore, sono un classico del Perestroika. Il suo doppiatore è Matt Williams.

### Dusty Cowpoke
Viene spesso annunciato come il "Cowboy Americano", in quanto si esibisce anch'egli al Perestroika con il sottofondo di una canzone da film western, mimando acrobazie da cowboy. Il pubblico non sembra apprezzare molto i suoi numeri. Lo si vede esibire anche durante una missione svolta per Faustin, durante la quale bisognerà recarsi al Pereistroika. Non parla durante le sue esibizioni

### Catch
È un giocoliere che si esibisce al Perestroika dove, vestito da giullare, si lancia diversi tipi di oggetti, dai comuni birilli agli attrezzi da barbecue. Insieme a Miss. Bluesy st. Johns, Catch è uno degli attori più graditi al pubblico del Perestroika. Non parla durante le sue esibizioni.

### Katt Williams
L'attore e rapper Katt Williams, appare nel gioco nei panni di sé stesso, prestandosi anche la voce e si esibisce con divertenti monologhi al Club Split Sides di Algonquin. Prima delle sue esibizioni viene preceduto dalla canzone Hustlin', del rapper Rick Ross, su tale canzone si baserà anche un suo intero sketch (cosa che Katt Williams ha fatto davvero, in uno dei suoi reali show).

### Ricky Gervais
Anche il comico Ricky Gervais appare nel gioco come sé stesso e prestando la voce, e si esibisce alternandosi con Katt Williams sempre allo Split Sides Club. Come Williams, Gervais si esibisce con vari monologhi umoristici.

### Milica Bellic
Madre di Niko, e zia di Roman dai quali viene spesso nominata pur non comparendo fisicamente nel gioco. Ella infatti abita nel piccolo villaggio serbo che Roman e Niko hanno lasciato per trasferirsi a Liberty City. Milica sembra essere l'unica parente rimasta a Niko e Roman dopo la guerra (infatti, durante il gioco i due affermano che i loro padri, il fratello di Niko, gli altri loro cugini e la madre di Roman sono tutti morti per cause diverse durante le varie guerre jugoslave scoppiate nella loro patria). Ogni tanto, Niko, parlando della sua famiglia con alcuni dei suoi amici e frequentazioni, racconta diversi particolari su di lei, come il fatto che era succube di suo padre ed era spesso vittima di violenza domestica. Durante il gioco Milica invierà alcune e-mail al figlio per avere sue notizie e raccontargli gli avvenimenti del loro paese. Spesso scrive nella sua lingua madre in quanto non sa scrivere bene in inglese, ma Niko le dirà lo stesso che il suo inglese è ottimo definendolo addirittura migliore del suo. Anche Roman, suo nipote, dice di scrivere spesso alla madre di Niko, e in un'occasione dirà al cugino di volerle chiedere anche a lei di trasferirsi a Liberty City per farla vivere con loro. Tuttavia Niko sarà contrario, vergognandosi di far scoprire alla madre di aver adottato lo stile di vita del criminale a tempo pieno per vivere. Non si sa fino a che punto Milica conosca i crimini commessi dal figlio, tuttavia in una sua e-mail, ella lascia intendere di sapere che Niko abbia svolto attività illegali in passato, ma gli scriverà che lei non lo giudica comunque, in quanto ritiene responsabile il mondo per le cose brutte che gli sono capitate e che è stato costretto a fare, e gli dirà di sapere che in fondo Niko è una brava persona.

### William "Billy" Grey
Talvolta chiamato Bill o Billy, è il presidente dei Lost MC, è possibile leggere della sua scarcerazione sulle notizie internet di Grand Theft Auto IV, anche se non compare fisicamente nel gioco. A lui si attribuiscono la ripresa delle guerre tra gang causate dai biker in città e soprattutto la ripresa della faida tra i Lost e l'altro motorcycle club criminale di Liberty City, gli Angels of Death. Billy è un personaggio di rilievo e il nemico principale dell'espansione Grand Theft Auto IV: The Lost and Damned dove viene ucciso da Johnny Klebitz per aver tradito la sua gang dapprima con la Triade e poi patteggiando con i federali. Billy è inoltre schedato dall'LCPD per diversi crimini tra i quali assalto a portavalori, aggressione, omicidio e racket. Il suo doppiatore in The Lost and Damned è Lou Sumrall.

### Yusuf Amir
Yusuf Amir è un imprenditore edile di origini arabe con il quale Playboy X vorrebbe entrare in affari. Yusuf è figlio del ricchissimo sceicco Amir, un multimiliardario molto influente nel campo dell'edilizia e che ha affidato al figlio il progetto di costruire le Imperial Amir Towers a Liberty City che dovranno superare in altezza e maestosità la Rotterdam Tower (imitazione del reale Empire State Building), il grattacielo più alto di Liberty City. Tutti questi particolari riguardo Yusuf ci vengono rivelati solo nell'espansione The Ballad of Gay Tony, dove il protagonista Luis Lopez lavorerà per Yusuf che diverrà inoltre un suo grande amico ed alleato. In Grand Theft Auto IV non compare mai fisicamente, ma viene nominato diverse volte da Playboy X, che ad un certo punto dirà che Yusuf non è intenzionato a fare affari con lui neanche dopo che Playboy, nella missione "Deconstruction for Beginners", avrà fatto uccidere da Niko degli esponenti del "Sindacato dei lavoratori". In realtà costoro erano dei mafiosi che tenevano chiuso il cantiere con la forza per impedire a Yusuf di avviare la costruzione delle Amir Towers, essendo intenzionati a mantenere tale cantiere in possesso degli imprenditori americani (i quali pagavano loro il pizzo). In The Ballad of Gay Tony scopriamo inoltre che Yusuf è un ragazzo piuttosto immaturo e viziato, che usa i soldi del padre per crogiolarsi nei piaceri e nei vizi della vita altolocata di Liberty City, come suite ed escort di lusso, aerei privati, locali notturni, videogiochi, macchine sportive e persino droga ed armi. Inoltre avendo quasi ogni cosa Liberty City abbia da offrire, spesso Yusuf si annoia e quindi incarica Luis di rubare per lui veicoli che non sono in vendita tra cui un elicottero militare, un carro blindato della polizia e persino un vagone originale della metropolitana di Liberty City. Per questo motivo Yusuf viene mal visto da suo padre che lo giudica un disgraziato ed un vizioso. Ricompare invecchiato ma con gli stessi vizi che aveva in gioventù in un aggiornamento di GTA Online. La sua voce in The Ballad of Gay Tony è di Omid Djalili.

### Lola del Rio
La ragazza "copertina" di Grand Theft Auto IV che compare negli artwork di caricamento del gioco, pur non avendo alcun ruolo nella storia, nel database della polizia possiamo scoprire che si chiama Lola Del Rio, che è nata a San Fierro (città caricatura di San Francisco già apparsa in Grand Theft Auto: San Andreas) e che è stata arrestata per prostituzione. Riusciamo a capire che si tratta di lei in quanto la polizia, nei segni particolari della donna, ha scritto che è possibile vederla spesso mentre succhia un lecca-lecca (come si può vedere nel suo artwork).